# Crisis en Venezuela
La crisis en Venezuela hace referencia a una profunda crisis política, económica y social desarrollada durante los gobiernos de Hugo Chávez y Nicolás Maduro. Esta etapa ha sido marcada por una fuerte hiperinflación, aumento importante de la pobreza, reaparición de enfermedades erradicadas, delincuencia, incremento de la mortalidad infantil, desnutrición severa y violaciones a los Derechos Humanos, trayendo como resultado un ola de emigración masiva del país. La situación es de lejos la peor crisis económica en la historia de Venezuela y en el mundo la peor desde mediados del siglo XX de un país que no está experimentando una guerra, mucho más grave que la Gran Depresión en los Estados Unidos, peor que la crisis económica de 1985-1994 de Brasil o que la crisis hiperinflacionaria en Zimbabue de 2008-2009. Diversos investigadores han comparado varios aspectos de la crisis, como el desempleo y la contracción del PIB, con la posguerra de Bosnia y Rusia, así como Cuba y Albania tras el colapso de la Unión Soviética.
El 2 de junio de 2010, Chávez declaró una «guerra económica» debido a la creciente escasez en Venezuela. La crisis se intensificó bajo el gobierno de Nicolás Maduro, agravada como resultado de la caída de los precios del petróleo a principios de 2015, debido a una caída de la producción petrolera en Venezuela por falta de mantenimiento e inversión, trayendo como consecuencia una crisis petrolera mayor. El gobierno no logró reducir el déficit ante la caída de los ingresos del petróleo, enfrentando la crisis negando su existencia, y reprimiendo violentamente a la población.
Las ejecuciones extrajudiciales por parte del gobierno venezolano se volvieron comunes, y la Organización de las Naciones Unidas (ONU) emitió un informe en donde reportaba 5287 asesinatos perpetrados por las Fuerzas de Acciones Especiales (FAES) en 2017, con al menos otros 1569 asesinatos registrados en los primeros seis meses de 2019. La ONU tenía «motivos razonables para creer que muchos de estos asesinatos constituyen ejecuciones extrajudiciales», y caracterizó a las operaciones de seguridad como «destinadas a neutralizar, reprimir y criminalizar a opositores políticos y a personas críticas al gobierno». También declaró que las FAES habrían «plantado armas, drogas y disparaban sus armas contra las paredes o al aire para simular una confrontación y mostrar que la víctima se había resistido a la autoridad» y que algunos de los asesinatos habían sido cometidos «como represalia por la participación [de las víctimas] en manifestaciones antigubernamentales».
La crisis supuso la confluencia de distintos problemas: crisis financiera, escasez de productos básicos y medicinas, aumento del desempleo por el cierre de empresas privadas y emigración masiva hacia otros países del continente americano. Así mismo, la disminución del crédito a la empresa privada por parte de la banca, en conjunto con la intervención gubernamental de la política monetaria a través del Banco Central de Venezuela (BCV) han desencadenado una hiperinflación. El deterioro de la productividad y competitividad, mala gestión económica, dependencia del petróleo, corrupción política, autoritarismo y violaciones a los derechos humanos más fundamentales, han contribuido al empeoramiento de la crisis y deterioro de la calidad de vida.
Los gobiernos de Chávez y Maduro han alegado que los problemas son el resultado de una guerra económica contra Venezuela, «la caída de los precios del petróleo, sanciones internacionales y la élite empresarial del país». Por otro lado, sus detractores citan la gobernanza antidemocrática, la corrupción y la mala gestión de la economía como causas principales de la crisis. Otros atribuyen la crisis a la naturaleza socialista, populista o hiper-populista de las políticas del régimen y el uso de estas políticas para mantener el poder político. En 2018, el Alto Comisionado de las Naciones Unidas para los Derechos Humanos (ACNUDH) documentó que «la información recopilada indica que la crisis socio-económica se había estado desarrollando durante varios años» antes de las sanciones internacionales. Michelle Bachelet en un informe de 2019 expresa que la crisis social y económica se estaba agravando drásticamente, el gobierno no había reconocido ni abordado el alcance de la crisis, y expresó su preocupación sobre que aunque la «crisis económica, social generalizada y devastadora comenzó antes de la imposición de las primeras sanciones económicas», las sanciones podrían empeorar la situación. Analistas y economistas nacionales e internacionales han declarado que la crisis no es resultado de un conflicto, desastre natural o sanciones sino consecuencia de las políticas populistas y prácticas corruptas que comenzaron con la Revolución bolivariana en la presidencia de Chávez y continuaron durante la presidencia de Maduro.
La crisis ha generado fuertes olas de protestas, una en 2014, otra en 2017 y otra más en 2019. Según la Oficina del Alto Comisionado de las Naciones Unidas para los Derechos Humanos (OACDH), las protestas fueron reprimidas fuertemente por los aparatos policiales y parapoliciales y se incurrió en la violación reiterada de los derechos humanos de los participantes, dejando víctimas fatales y presos por motivos políticos.
Venezuela ha experimentado una profunda crisis política. En las elecciones parlamentarias de diciembre de 2015, la oposición obtuvo la mayoría calificada en la Asamblea Nacional (AN). Un nuevo Tribunal Supremo de Justicia (TSJ) elegido en diciembre de 2015 por la AN saliente afín al chavismo, en enero de 2016 citó presuntas irregularidades en la elección de los diputados del estado Amazonas para sentenciar «en desacato» a la Asamblea Nacional, negando validez jurídica a todas sus decisiones. Ese mismo año, la Mesa de la Unidad Democrática (MUD) intentó que se convocara un referendo revocatorio contra el presidente Nicolás Maduro, pero este proceso fue suspendido en octubre de 2016 por el Consejo Nacional Electoral (CNE).

## Crisis económica

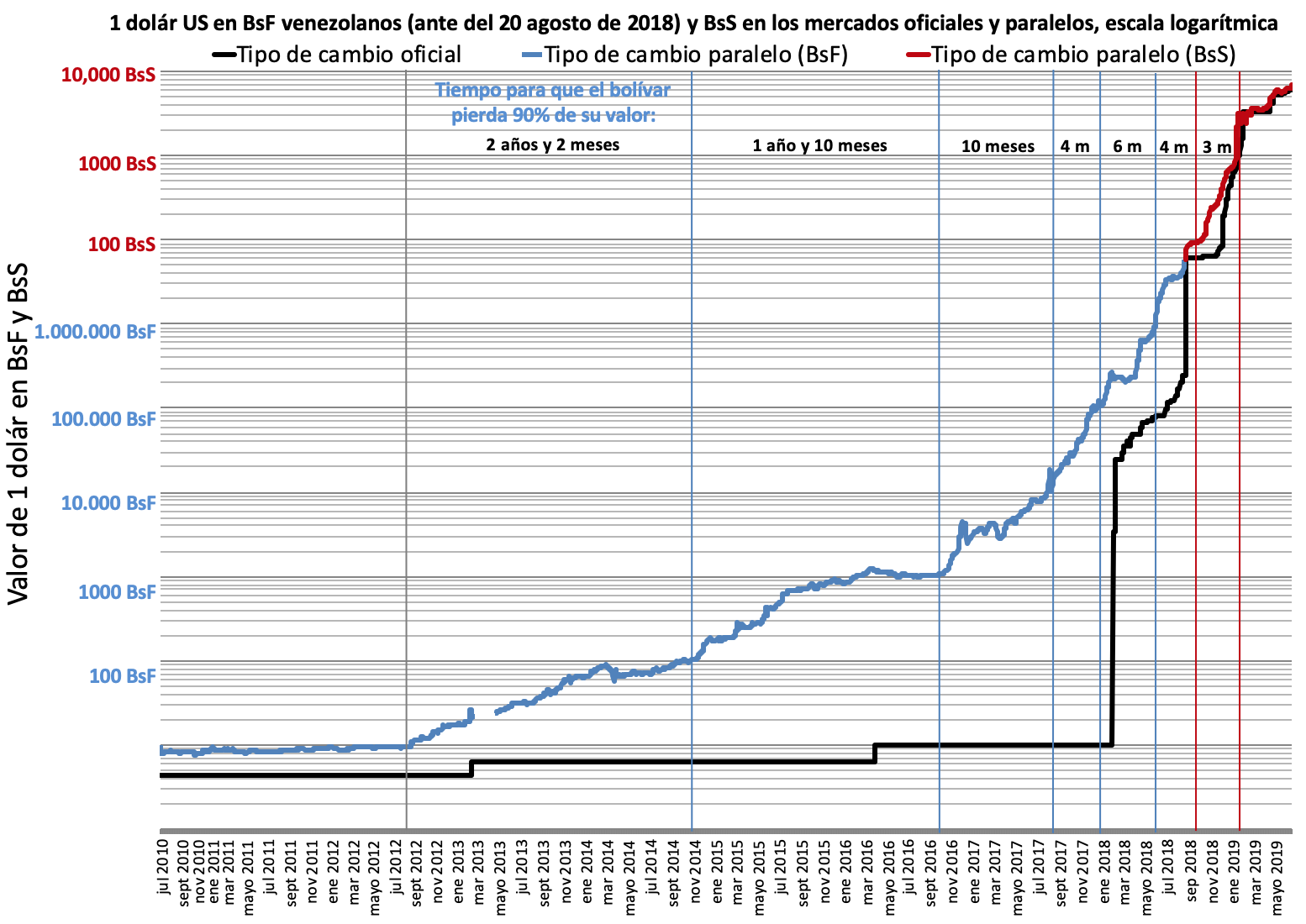
Escala logarítmica de la hiperinflación en Venezuela. Las líneas verticales azules representan cada vez que la moneda ha perdido 90 % de su valor.

Desde 2013 existe una crisis económica en Venezuela, como consecuencia de la caída de los precios del petróleo, las expropiaciones, las restricciones del control de cambio de la moneda, el endeudamiento público la corrupción, entre otros. En este periodo, se ha producido una aguda recesión económica que ha sido una de las más largas en la historia económica del país al igual que dos años de hiperinflación.
Desde inicios de la crisis las estadísticas oficiales reflejaron una caída progresiva del ingreso en los hogares, y un incremento de la pobreza. Para 2014, el Instituto Nacional de Estadística (INE) calculó que el porcentaje de personas en riesgo de pobreza alcanzaba el 29,4 %. En Venezuela desde el año 2018 el salario mínimo mensual se encuentra por debajo de los 10 dólares.

### Crisis inmobiliaria
El sector inmobiliario se ha visto afectado fuertemente desde los inicios de la crisis, evidenciando un deterioro de expectativas inmobiliarias y de la industria de la construcción en Venezuela. Los indicadores han mostrado una caída en distintos ámbitos, principalmente el descenso en el número de unidades vendidas, la caída acusada del precio de la vivienda (más o menos pronunciada dependiendo de la región) y el aumento de empresas promotoras y constructoras declaradas en quiebra o con dificultades financieras. Esto ha sido causa de factores internos: la falta de financiación, la inflación, escasez y sobreprecio de materiales de construcción. Entre las consecuencias está un aumento del desempleo y la consecuente contracción del consumo.

### Deuda venezolana
Según un informe presentado por la Asamblea Nacional en agosto de 2019, el país tiene una deuda millonaria y se encuentra en default, entre bonos, pagos a proveedores, acuerdos internacionales y compromisos comerciales se aglomeran las deudas del sector público venezolano. Según la Plataforma Auditoría Pública y Ciudadana, la deuda externa del estado venezolano en 2016 se divide en:
- Deuda pública venezolana: representa un 76 % del total y es lo que debe por bonos, préstamos de MyLP y bonos internos C,M Y LP.
- Deuda financiera de PDVSA: el resto, 24 % del total.

Respecto al PIB
La deuda total en 2016 se reparte de la siguiente forma:
- Deuda externa: 34 %.
- Deuda interna: 69 %.

Con respecto a la media de América Latina, la deuda externa venezolana en 2017 es inferior.
La deuda externa de Venezuela en febrero de 2017 era el 69,9 % del PIB. y en 2020 alcanzó el máximo del 327,7 % del PIB.
Con la escasez de divisas que entran al país, la deuda venezolana se fue agravando haciendo que la situación económica de Venezuela empeorara cada vez más. Sólo a partir de 2022 se observó mejora con un crecimiento del 18%, tras una contracción superior al 75% del PIB
Acreedores
Entre los acreedores de la deuda pública, en 2014 un 55 % el Estado lo debe a entidades financieras venezolanas (Banco de Venezuela y Banco Mercantil principalmente) y el resto a entidades extranjeras, principalmente bancos franceses y españoles.
El banco Citibank, en julio de 2016 cerró la cuenta de pago con el Banco Central de Venezuela por razones de revisión de riesgo. Según varias fuentes, la decisión del banco tendría un impacto en el mercado alternativo de divisas, siendo este un factor de riesgo para la economía de Venezuela. Sin embargo, según el Banco de Venezuela, esta decisión no pone en peligro pagos de deuda, ya que se encuentra activa la cuenta del Banco Central de Venezuela por la que la institución hace estas operaciones en el mercado internacional.
Inversiones con dinero público
Algunas construcciones públicas en Venezuela han recibido críticas de despilfarro, por considerarse un fracaso o por encontrarse infrautilizadas. Algunos ejemplos son:
- Aeropuertos: Remodelación inconclusa del Aeropuerto Internacional de Maiquetía, Aeropuerto Juan Vicente Gómez.
- Metros: Metro de Guarenas-Guatire, el Cabletren, línea 5 del Metro de Caracas, entre otras.
- Hidroeléctricas: Central hidroeléctrica Tocoma.
- Estatua del exlíder Hugo Chávez.[136]

### Fraude fiscal
Un informe del SENIAT señaló en noviembre de 2013 que un 71,8 % del fraude fiscal corre a cargo de empresas y grandes fortunas. Para 2013 el presidente de la Comisión de Finanzas de la Asamblea, Ricardo Sanguino, consideraba que al menos $ 21 000 000 000 en dólares a precio preferencial a diversas empresas para importaciones esenciales que jamás fueron realizadas. Las entregas se habrían realizado entre 2012 y 2013. Edmée Betancourt, para aquel entonces presidenta del Banco Central de Venezuela, y Jorge Giordani, ministro de finanzas, habían estimado que un tercio de los dólares otorgados en 2012 habrían sido usados para empresas ficticias.
En 2014 se supo que el coronel Manuel Barroso, presidente de Cadivi, había aprobado en 2012 más de 23,5 millones de dólares preferenciales a Alimentos Venenceres y Fármacos Venenceres, empresas constituidas en 2010 propiedad del teniente coronel Carlos Arias Delgado, un oficial retirado que se graduó con Barroso en la Academia Militar. Alimentos Veneceres obtuvo contratos para suministrar alimentos a Mercal, presidida por el coronel Félix Osorio. Otro oficial de la misma promoción militar, Eduardo Escalante Pérez, también fue gerente de esas empresas y vicepresidente de Cadivi. Escalante Pérez trabajó para apoyar acciones jurídicas contra compañías que usasen de manera inadecuada las divisas.
A partir de 2015, se hicieron públicos numerosos escándalos de fraude fiscal en el que intervinieron expolíticos, políticos y personas estrechamente relacionados con políticos. En la Lista Falciani se reveló que Venezuela se ubica en el tercer puesto con fondos en las cuentas suizas, declarando que hubo 1138 venezolanos con cuentas en el banco HSBC. El extesorero del partido del gobierno Alejandro José Andrade protagonizó uno de los más sonados escándalos de corrupción, financiación ilegal y cohecho.

### Escasez
La escasez en Venezuela es un fenómeno que ha afectado a la economía venezolana en los últimos años, y que ha generado una denunciada crisis humanitaria. Esta situación se da en productos con precios regulados como alimentos (leche, diversos tipos de carne, pollo, café, arroz, aceite, harina pre-cocida, mantequilla, entre otros), productos de primera necesidad (papel higiénico, aseo personal), medicinas (para tratar el cáncer entre otros) e inclusive otros como prótesis mamarias y el papel moneda. En estados fronterizos, como Táchira y Zulia, la situación se agrava aún más debido a la facilidad de llevar mercancía con precio artificialmente bajo, debido al control de precios, desde Venezuela hacia Colombia como contrabando.

### Crisis del efectivo

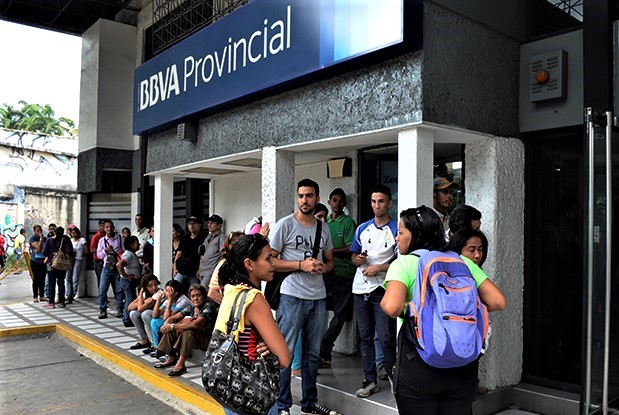
Colas ante una sucursal del BBVA en Barquisimeto por la falta de efectivo, 30 de noviembre de 2016.

Desde mediados de 2014 a raíz de la inflación se creó una crisis del dinero en efectivo que mantiene retenido el dinero de los venezolanos. En el Banco de Venezuela, igual de la administración del Estado, son estrictos al entregar como monto máximo de retiro de 10 mil bolívares diarios a cada persona, hecho que se ajusta a la instrucción dada desde la Superintendencia de las Instituciones del Sector Bancario (Sudeban) de abstenerse a entregar más de 100 billetes de las más alta denominación del cono monetario actual.
En diciembre de 2016 el presidente Maduro anunció el retiro de los billetes de 100 bolívares, el de mayor denominación desde la reconversación monetaria de 2007 hasta la del 2017, medida que postergaría al menos cinco veces hasta marzo de 2017. Todo esto debido, según Maduro al contrabando existente entre las fronteras de Colombia y Venezuela, por lo que Maduro ordenó cerrarlas.
El 20 de agosto de 2018 entró en vigencia la reconversión monetaria al Bolívar Soberano (BsS),  anunciada por ejecutivo a inicios de ese año, eliminándose así 5 ceros a la moneda venezolana, sin embargo dicha medida no acabó con la escasez de papel moneda, y que en tan solo dos semanas ya había perdido la mitad de su valor inicial, producto de la hiperinflación que padece el país. Hasta el 20 de septiembre solo se permitía un retiro de dinero diario que iba desde los 10 hasta los 100 BsS dependiendo la institución bancaria, que equivale entre el 0,5 y el 5% del salario mínimo vigente de 1.800 BsS, que no era suficiente para adquirir en ese entonces con el monto máximo expendido más de 3 productos básicos alimenticios.

### Restricciones bancarias en el exterior
La Superintendencia Bancaria tomó la medida de restringir a los ciudadanos los movimientos por la banca electrónica fuera del país a menos que se notifique previamente el viaje del titular, con la advertencia de bloquear dicha cuenta si se efectúa alguna operación sin ningún aviso a la institución.

### Aerolíneas
Desde el comienzo de la crisis en Venezuela, las aerolíneas internacionales han tenido inconvenientes en realizar sus vuelos normales desde y hacia Caracas, y como consecuencia, varias aerolíneas han dejado el país y otras aerolíneas han reducido sus frecuencias.
En Venezuela, donde rige un estricto control de cambios desde 2003, las aerolíneas están obligadas a vender sus billetes de pasajes en bolívares  y luego iniciar largos trámites hasta que el gobierno entregue los dólares correspondientes. En 2014 se generó una crisis para repatriar los capitales de las aerolíneas a sus países de origen, el intentar convertir esos bolívares en la divisa oficial a través del BCV del país en la que la aerolínea tiene su matriz, quedaron represados en el BCV, lo que obligó a las empresas aéreas a vender los pasajes en moneda extranjera, otras aerolíneas decidieron disminuir el número de vuelos y a reducir el tamaño de sus aviones. Según la Asociación Internacional de Transporte Aéreo (IATA), el Gobierno de Venezuela tiene retenidos 3.800 millones de dólares a las aerolíneas.

### Crisis energética

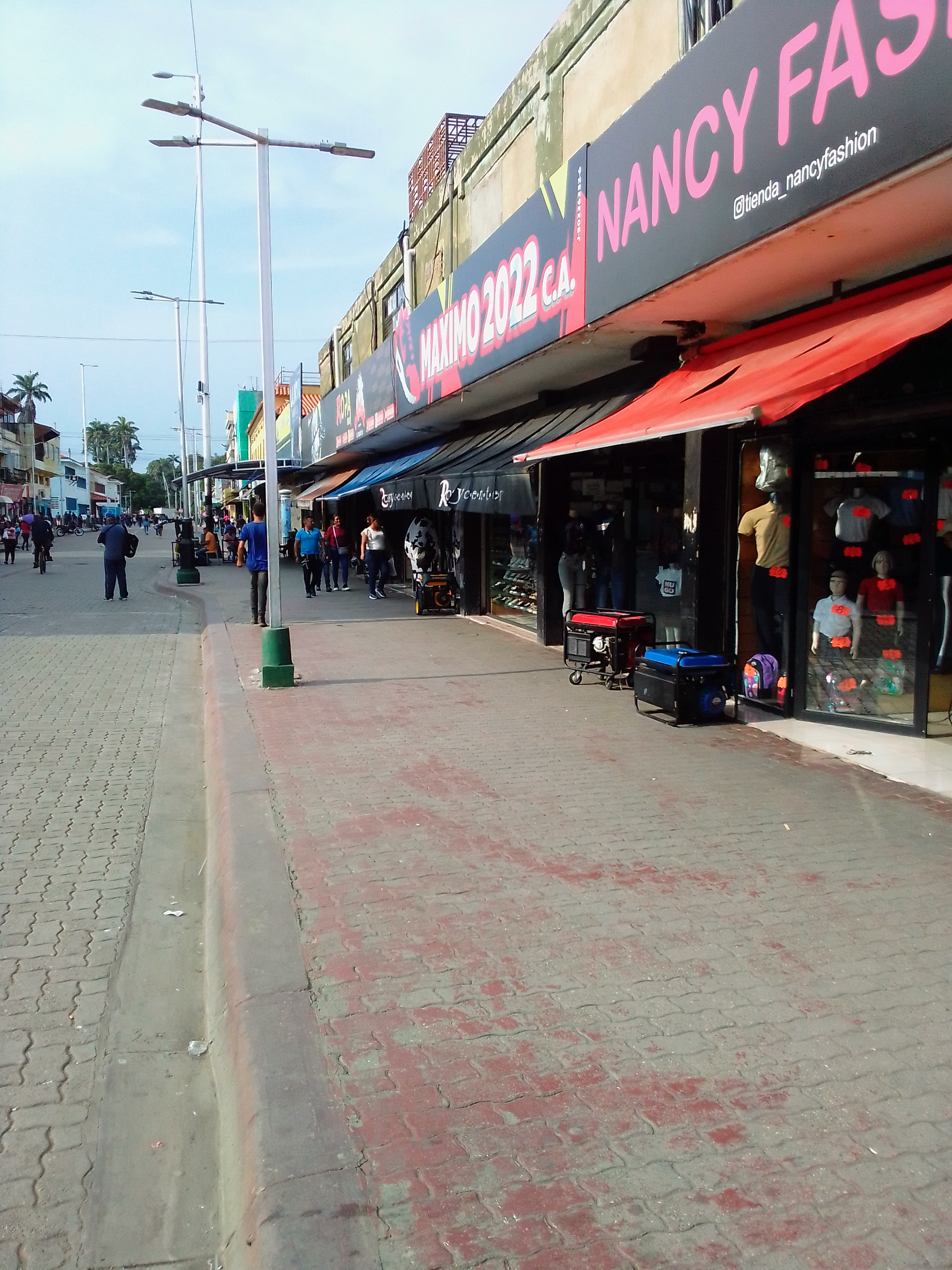
Tiendas trabajando con generador eléctrico

Desde el año 2009, Venezuela experimenta un marcado déficit de generación de energía eléctrica. El 21 de noviembre de ese año el gobierno decretó el estado de "emergencia eléctrica".
Según Corpoelec en mayo de 2015, el 73 % de la energía eléctrica consumida por los venezolanos depende de la Central Hidroeléctrica Simón Bolívar. Esta dependencia ha causado grandes apagones (sequía, falta de mantenimiento, etc.) en la mayoría de los estados del país. La crisis eléctrica ha afectado a varios estados y a la capital, pero en mayor medida al estado Zulia augurando el colapso energético y la suspensión del servicio por horas y hasta días.
En marzo de 2019 se produjo el mayor apagón a nivel nacional de la historia de Venezuela. El gobierno declaró que fue causado por sabotajes mientras que varios expertos apuntaron a una falta de mantenimiento e inversión como su principal causa.

### Escasez de combustible
La escasez de gasolina es un problema crónico desde hace años en Venezuela, pero la llegada de la pandemia de coronavirus en el año 2020 lo ha agravado, incluso en la capital, Caracas, normalmente bien abastecida, resulta casi imposible repostar.

## Crisis política

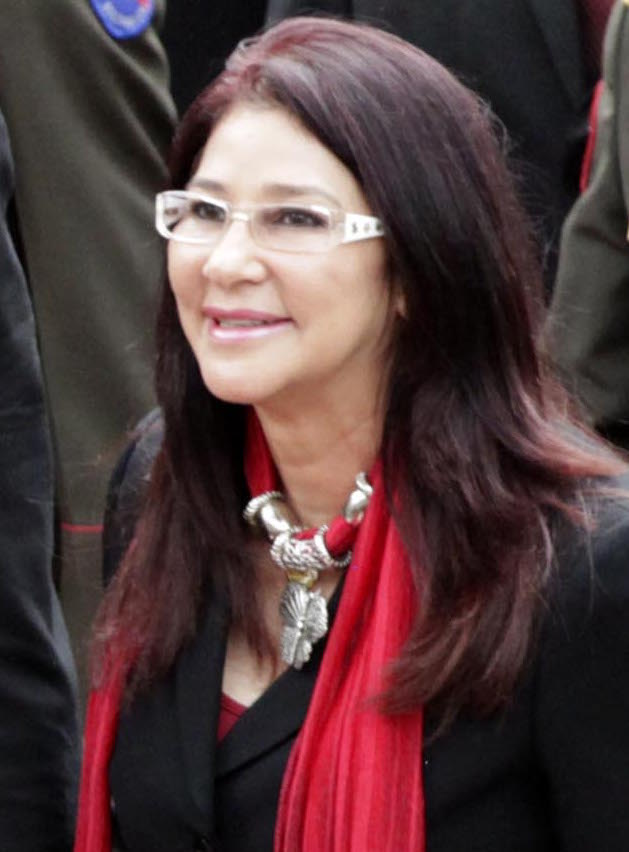
Cilia Flores, esposa de Nicolás Maduro.

El 3 de octubre de 2015, el escritor Mario Vargas Llosa publicó un editorial donde afirmaba que en Venezuela, mientras todavía permanece la crisis económica, la mayoría de las «instituciones, desde los institutos hasta la justicia, muestran síntomas de putrefacción»

### Iglesia católica
La Iglesia católica está exenta de pagar el Impuesto sobre la Renta (ISLR). Sin embargo, ante una reforma de la ley, que fue modificada en el 2015, las iglesias deberán demostrar si son asociaciones sin fines de lucro, por lo que si no reúnen las condiciones tendrían que empezar a pagar estos impuestos. La crisis económica ha afectado el normal funcionamiento de estas instituciones, debido a los altos costos de los alimentos, bienes inmuebles, entre otros.

### Caso de los narcosobrinos
Efraín Antonio Campo Flores y Francisco Flores de Freitas, sobrinos de Cilia Flores, la esposa del presidente Nicolás Maduro, fueron primero imputados y luego acusados formalmente por la justicia estadounidense por el caso de los narcosobrinos. El 14 de diciembre de 2017, en Nueva York, ambos sobrinos fueron sentenciados a 18 años de prisión y una multa de 50 000 dólares.

### Medios de comunicación
La constitución establece mediante la ley, que la comunicación es libre y pluralː

Toda persona tiene derecho a expresar libremente sus pensamientos, sus ideas u opiniones de viva voz, por escrito o mediante cualquier otra forma de expresión, y de hacer uso para ello de cualquier medio de comunicación y difusión, sin que pueda establecerse censura. No se permite el anonimato, ni la propaganda de guerra, ni los mensajes discriminatorios, ni los que promuevan la intolerancia religiosa.
Artículo 57, Constitución Venezolana

En 2017, el gobierno venezolano ordenó el bloqueo y censura a la señal de CNN en Español después de que la cadena realizó una investigación llamado "Pasaportes en la sombra", donde se denunció la presunta venta de visas y pasaportes venezolanos en la embajada del país en Iraq. En respuesta, Conatel bloqueó la entrada de las transmisiones de CNN en Español del territorio nacional, acto que fue considerado como censura por países como Colombia y Estados Unidos. También el 15 de febrero se sacó de las cableoperadoras, la televisora mexicana TV Azteca, que según Conatel, el canal promovía las políticas estadounidenses, creando una supuesta "guerra psicológica". También se ha bloqueado la entrada de otras cadenas, como los canales colombianos RCN y Caracol Televisión Internacional, hechos que fueron condenados por diversos organismos internacionales, la oposición venezolana y gremios internacionales de medios de comunicación. Además, se han cerrado decenas de radiotransmisoras.

#### Bloqueo a Wikipedia
El 11 de enero de 2019 se impuso el bloqueo al acceso a Wikipedia a través de CANTV (empresa gubernamental de telecomunicaciones más grande del país) por parte del gobierno, tras una “guerra de ediciones” en el artículo sobre Juan Guaidó, presidente de la Asamblea Nacional, donde se perfilaba como Presidente de Venezuela tras un cabildo abierto auspiciado por la AN donde se declaraba la vacante de la presidencia y la asunción de Guaidó a dicho cargo apegados a las facultades que le concedían varios artículos de la Constitución debido al desconocimiento de las elecciones presidenciales de 2018 donde no participó buena parte de la oposición argumentando falta de garantías electorales, y también apoyados por gran parte de la comunidad internacional. El 16 de enero Wikimedia Venezuela instó a las autoridades competentes en la nación a restablecer a nivel nacional el libre acceso a la enciclopedia.

#### Ley contra el Odio
La Asamblea Nacional Constituyente aprobó la polémica norma anticonstitucional de la Ley contra el Odio, en noviembre de 2017, con penas de prisión de 10 a 20 años, que ha sido usada contra quienes protestan en las calles, por su parte algunos entes rechazaron la ley, por violentar los artículos 57 y 58 de la constitución vigente en Venezuela. Por medio de esta ley el gobierno ha censurado a varios políticos opositores, periodistas incluso sacerdotes y directores de las ONG quienes en entrevistas de radio y televisión hiciesen severas críticas al gobierno.

### Separación de poderes
La Constitución, en su parte orgánica, establece cuales son los poderes públicos, y asimismo establece las competencias propias a cada uno de ellos.
Se ha criticado que no existe separación de poderes, ya que en las instituciones del Poder Ejecutivo hay una falta de control judicial sobre el objeto del libro del TSJ. Aunque tienen autonomía funcional, los miembros son elegidos por el Poder Público: Ministerio Público de Venezuela, Consejo Moral Republicano, Tribunal Supremo de Justicia de Venezuela.
En el 2016, la Asamblea Nacional de mayoría opositora propuso una ley de amnistía para liberar a dirigentes políticos encarcelados. 

### Cortes generales
Asamblea
Políticos, analistas políticos y académicos ven en la Asamblea Nacional una cámara que no ejerce en la práctica una función útil, ya que para casi todas sus funciones el presidente es el que acaba decidiendo y las pocas funciones exclusivas no se han usado. Existen llamadas a reformar el parlamento para que sea un órgano que dé relevancia a las regiones, otras a eliminarlo. Cualquier reforma necesitaría de un cambio en la Constitución.
Reelección de Maduro
Después de la reelección de Maduro en mayo de 2018, se hizo una declaración institucional, en donde se convocó a los medios de comunicación para su lectura y valoración a las diez de mañana, unas horas después fue emitido por radio y televisión un discurso en el que el presidente revelaba que había tomado la decisión de aumentar la producción de petróleo en el país.

La larga y profunda crisis económica que padecemos ha dejado serias cicatrices en el tejido social pero también nos está señalando un camino de futuro cargado de esperanza. Venezuela necesita un nuevo comienzo, escuchemos bien el clamor de un pueblo y también sus silencios. No lo estamos haciendo lo suficientemente bien, hace falta una gran rectificación profunda, hacer de nuevo las cosas, hacerlas de nuevo y mejor. No estamos haciendo las cosas bien y hay que comenzar por nosotros. El diálogo y la pacificación de Venezuela; un acuerdo económico productivo para estabilizar la economía; la lucha "renovada y frontal" contra todas las formas de corrupción; el fortalecimiento del sistema de seguridad y protección social aplicado a través del carnet de la patria; la defensa del país ante las conspiraciones nacionales e internacionales y la ratificación del socialismo.

### Sanciones durante la crisis
Durante la crisis varias sanciones han sido aplicadas contra funcionarios gubernamentales, militares activos o retirados, otras figuras oficialistas y empresas por gobiernos extranjeros durante la presidencia de Nicolás Maduro, las protestas en Venezuela de 2014, la crisis institucional, las protestas de 2017, así como también las elecciones de la Asamblea Nacional Constituyente y el adelanto de las elecciones presidenciales por parte del CNE y la ANC. Entre otras sanciones, también están restricciones de viaje y contra transacciones con el Petro.

#### Empresas

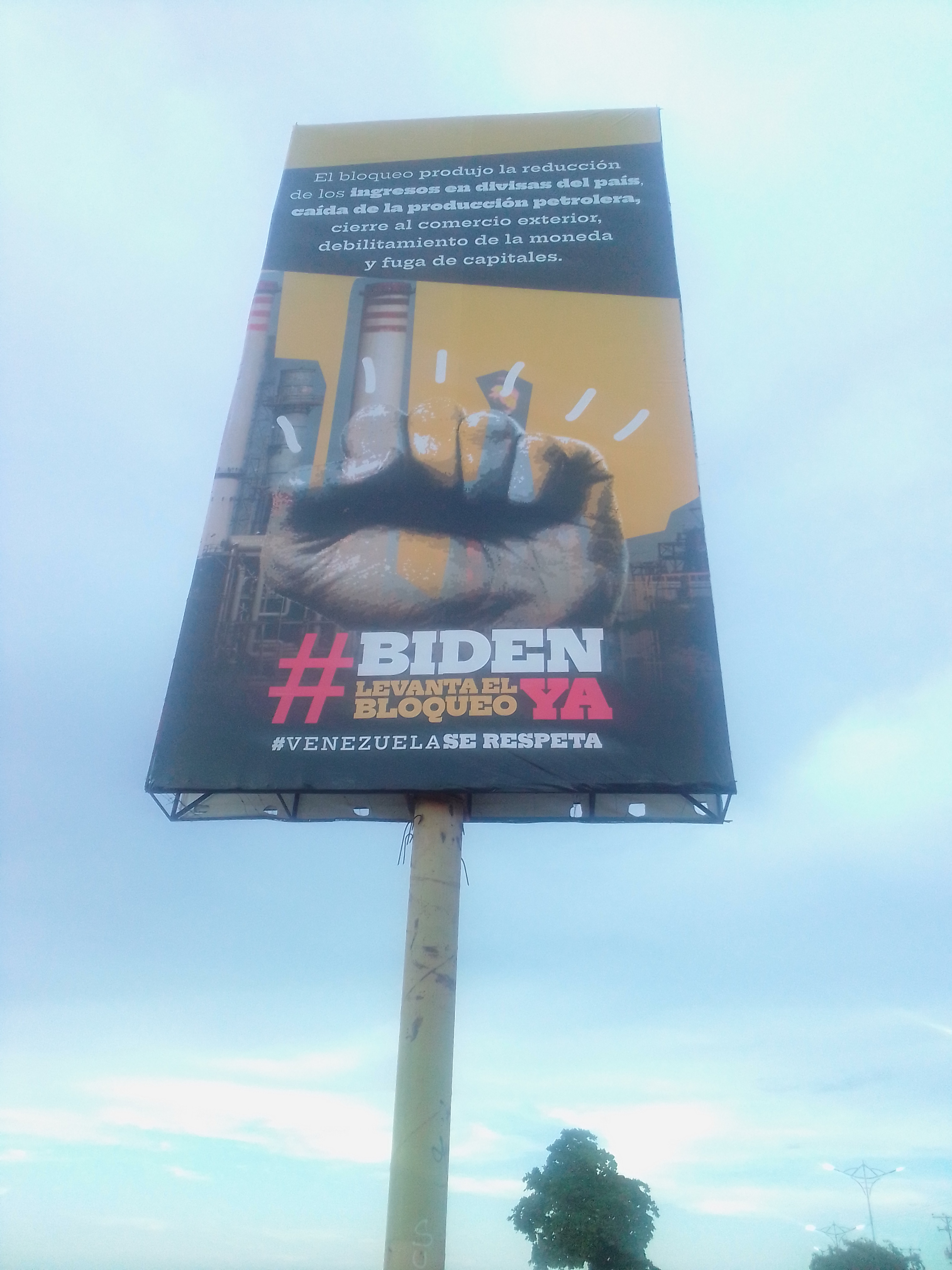
Valla propagandística contra el bloqueo

El 27 de marzo de 2018, el Gobierno de Panamá aplicó una serie de sanciones a 55 funcionarios públicos venezolanos y personas de la alta esfera política chavista, añadiendo también sanciones a 16 empresas que operan en Panamá, y que son propiedad de la familia Malpica Flores, parientes de Cilia Flores, esposa de Nicolás Maduro.
El 18 de mayo Estados Unidos designó a Diosdado Cabello y tres personas cercanas a él, incluyendo a Rafael Alfredo Sarria Díaz, un empresario cercano al chavismo con propiedades en el país norteño y quien fungía como testaferro de Cabello. Junto con la sanción a estas personas, el Departamento del Tesoro estadounidense también bloqueó tres empresas que pertenecían a Sarria Díaz: SAI Advisors Inc., Noor Plantation Investments LLC y 11420 Corp. El 25 de septiembre el Departamento del Tesoro de Estados Unidos anunció nuevas sanciones económicas contra "el círculo cercano" del presidente Nicolás Maduro, incluida su esposa, Cilia Flores, y el presunto testaferro del presidente de la ANC, Cabello, el empresario Rafael Sarria. En el comunicado, el Tesoro identificó varias empresas vinculadas a Sarria, como la Agencia Vehículos Especiales Rurales y Urbanos, C.A. (Averuca), con sede en Venezuela; Quiana Trading Limited, compañía basada en las Islas Vírgenes Británicas; y Panazeate, con sede en Valencia, España.

### Crisis política de 2013
Los eventos ocurridos tras las elecciones presidenciales del mismo año, principalmente las manifestaciones ocurridas por el resultado electoral en el que Nicolás Maduro del Gran Polo Patriótico (GPP) es elegido presidente de Venezuela, condujeron a una serie de protestas y manifestaciones en todos los estados del país.
Elecciones presidenciales
Tras las elecciones presidenciales del 14 de abril de 2013, Henrique Capriles desconoció el boletín emitido por el Consejo Nacional Electoral (CNE) y pidió un conteo del 100 % de los votos, ya que según su comando de campaña se habían detectado al menos 3.500 irregularidades durante el proceso de votación. Petición a la cual también se sumó el rector del CNE Vicente Díaz, y la cual fue apoyada por los gobiernos de España, Francia, Estados Unidos, Paraguay, y el secretario general de la OEA, José Miguel Insulza. Maduro, en un principio aceptó la realización de la auditoría propuesta por la oposición.
Henrique Capriles presentó su solicitud formalmente el 17 de abril del 2013, con todas las denuncias correspondientes y la petición para la verificación total de las actas; el CNE se reunió por horas ese mismo día, hasta aceptar la verificación "en segunda fase", del 46 % de las cajas de votación no auditadas al azar en un primer momento,
El 11 de junio de 2013 el CNE anunció la finalización de la auditoría al 100 % de los votos emitidos, una de las 18 auditorías que se realizaron durante todo el proceso, los resultados confirmaron la victoria de Maduro, puesto que se presentó un 0,02 por ciento de error, que el CNE justificó con las aclaraciones colocadas en las actas.
2016
En octubre de 2016 seis tribunales penales inferiores estatales venezolanos declararon nulos los procesos previos de recolección de firmas en sus estados. Como consecuencia, el Consejo Nacional Electoral declaró el cese de la realización del referéndum nacional para la remoción de Nicolás Maduro de la presidencia de Venezuela, siguiendo dictámenes previos del Tribunal Supremo de Justicia.

### Suspensión del referéndum presidencial
El 20 de octubre de 2016, el Consejo Nacional Electoral (CNE) venezolano suspendió, hasta nuevo aviso, la recolección de las firmas correspondientes al 20 por ciento de los inscritos en el Registro Electoral nacional para solicitar el referéndum revocatorio contra el mandato del presidente. Esto se debió a que cinco diferentes tribunales de los estados de Carabobo, Aragua, Bolívar, Monagas y Apure dictaminaron la anulación del primer proceso de recolección de firmas para el referéndum. El 21 de octubre, lo mismo hizo el tribunal penal del estado de Zulia.
Consideraciones
Opositores al gobierno de Maduro consideraron la anulación como un rompimiento del hilo constitucional de Venezuela, y fue denunciado por el Secretario General de la OEA, ya que esta votación popular está garantizada y protegida por la constitución de Venezuela de 1999, establecida durante el gobierno de Hugo Chávez. Once países miembros de la OEA dieron a conocer en una carta pública su preocupación por la suspensión del referéndum revocatorio.
Asimismo, los opositores aseguran que el supuesto rompimiento constitucional es exacerbado por la decisión de adoptar un fallo de un tribunal inferior de jurisdicción regional, como si fuera un fallo válido para todo el país. Supuestamente esta actuación sería irregular porque iría en contra de los mecanismos estándares de legislación venezolana, donde un tribunal de jurisdicción nacional sería el único válido para modificar o suspender la realización de un referéndum nacional.

### Asamblea Nacional y juicio a Nicolás Maduro
En septiembre de 2016 la Sala Constitucional del Tribunal Supremo de Justicia declara nulos todos los actos emanados de la Asamblea Nacional incluyendo las leyes que sean sancionadas. Ante esto el Parlamento venezolano, controlado por opositores al Gobierno, se declaró en desacato. Una sentencia de la Sala Constitucional del máximo tribunal, intérprete de la Constitución venezolana, declaró que resultan inconstitucionales y, por ende, absolutamente nulos y carentes de toda vigencia y eficacia jurídica, los actos del Parlamento.
Asimismo, la Asamblea Nacional, que había sido declarada en «desacato» por el Tribunal Supremo de Justicia de Venezuela, declaró la «ruptura del orden constitucional» en Venezuela en sesión extraordinaria. El 25 de octubre, la Asamblea Nacional debatió la posibilidad de llevar a Maduro a juicio político por su responsabilidad al adoptar la decisión del tribunal inferior, y su aplicación como decisión nacional para suspender el referéndum revocatorio, aunque la constitución no otorga esta facultad al poder legislativo.

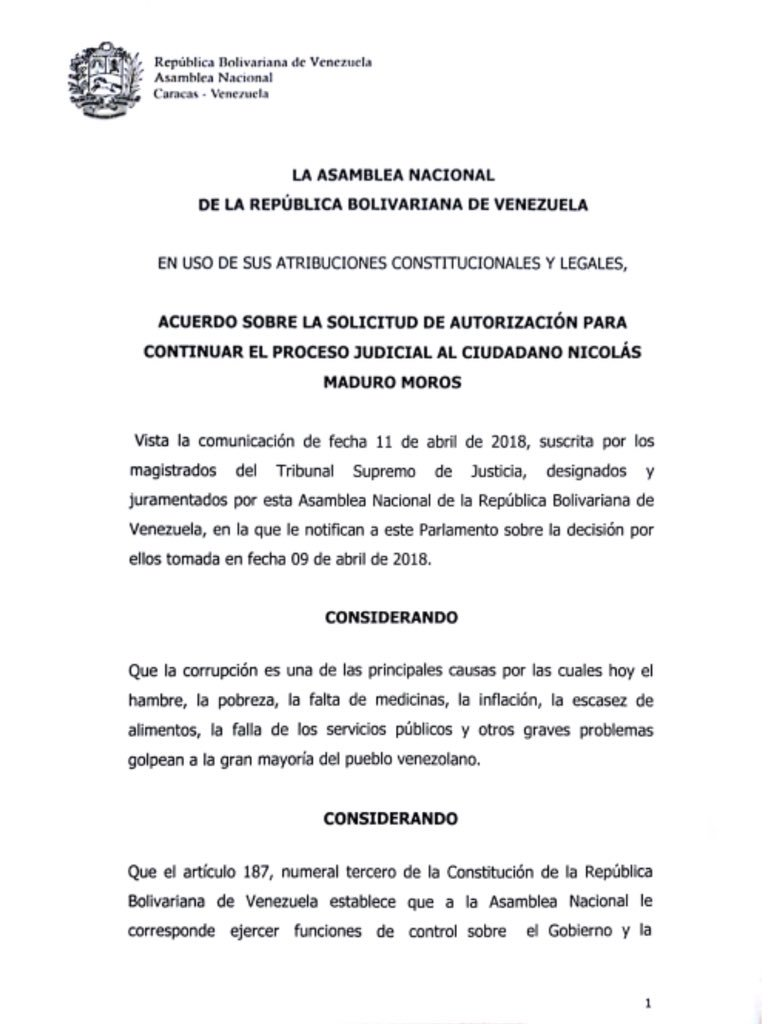
Aprobación del proceso judicial a Nicolás Maduro por la Asamblea Nacional el 17 de abril de 2018.

El 22 de febrero de 2018 los magistrados de la Sala Plena del Tribunal Supremo de Justicia de Venezuela en el exterior le dieron entrada a la solicitud de antejuicio de mérito presentado por Luisa Ortega Díaz contra Nicolás Maduro por los cargos de corrupción propia y legitimación de capitales, cuando Maduro aprobó 30 mil millones de dólares para la ejecución de obras a cargo de Odebrecht paralizadas o inconclusas.; los hechos estarían relacionados con el pago de sobornos que habría realizado la empresa Odebrecht a varios políticos venezolanos con la finalidad de obtener contratos en importantes obras. Ortega Díaz señaló que en una investigación realizada por su despacho se pudo constatar que en 2012 la campaña presidencial de Hugo Chávez fue pagada por Odebrecht y el dinero era recibido por Maduro, quien se desempeñaba como canciller. El 9 de abril el tribunal admitió el antejuicio de mérito contra Maduro solicitada por la fiscal general, ordenando la prisión preventiva contra y mandatario y la solicitud a Interpol la alerta roja en su contra.
El 17 de abril la Asamblea Nacional aprobó con 105 votos a favor y dos en contra la continuidad del juicio por los hechos de corrupción en respuesta a la solicitud consignada por los magistrados del Tribunal Supremo. El acuerdo que fue votado por los diputados establecía declarar que existen suficientes méritos para continuar el proceso judicial y continuar con las investigaciones que se adelantan en la Asamblea Nacional de acuerdo con el artículo 187 de la constitución por los hechos de corrupción que se pudieran desprender de Maduro. El 3 de mayo de 2018 el Tribunal Supremo declaró la suspensión de Maduro como presidente y ordenó su inhabilitación para cualquier otro cargo público. El secretario general de la OEA Luis Almagro reconoció la inhabilitación y suspensión de Maduro como presidente. 

### Consulta nacional de 2017
El lunes 3 de julio de 2017 la oposición venezolana en una rueda de prensa anuncia la realización de una consulta nacional por medio de la Asamblea Nacional, el cual tendría como motivo consultar a los venezolanos si estaban de acuerdo con una Asamblea Nacional Constituyente convocada por el presidente, ya que para la convocatoria de esta tendría que hacerse un referéndum consultivo donde la población votaría sí y no, cosa que no se hizo por parte del gobierno poniendo en duda la legalidad del proceso constituyente.
La consulta que realizaría la oposición venezolana el 16 de julio, con el apoyo de diversos sectores de la sociedad, se dividió en dos partes. En la primera la ciudadanía podrá manifestar su decisión ante las tres preguntas planteadas y en el segundo firmarán un acta donde se comprometen con adherirse a los artículos 333 y 350 de la Constitución.
Estaba programado que la actividad se realizara en 2.030 centros de votación ubicados en 536 ciudades de Venezuela y otros 69 países del mundo. Los organizadores dijeron que participarían unos 50.000 voluntarios en las 15.000 mesas que se dispondrán en esos centros. contó con la presencia de cinco expresidentes latinoamericanos (Jorge Quiroga Ramírez de Bolivia, Andrés Pastrana de Colombia, Vicente Fox de México y Miguel Ángel Rodríguez Echeverría y Laura Chinchilla de Costa Rica) y los garantes del proceso que serían diferentes rectores de las universidades más importantes del país. Entre los rectores se encontraba: Cecilia García Arocha (UCV), Benjamín Scharifker (Unimet), Padre José Virtuoso (Ucab), Jessy Divo (Universidad de Carabobo) y Raúl López Sayago (Universidad Experimental Libertador). 
Resultados
En altas horas de la noche del mismo 16 de julio, los rectores encargados del proceso dieron una rueda de prensa donde informaron que con el 95 % de las actas escrutadas se dio una participación de 7,2 millones de votantes y el 17 de julio en horas de la mañana con el 100% de las actas escrutadas se confirmó la participación de 7,6 millones de votantes donde el 98 % votaron tres veces sí en el proceso, rechazando la Asamblea Nacional Constituyente, pidiendo la renovación de poderes públicos y legalidad de la Asamblea Nacional de Mayoría opositora electa diciembre de 2015.

### Corrupción
La fiscal general del Estado Luisa Ortega Díaz, reveló que en noviembre de 2014 se estaban tramitando un total de 388 causas contra cargos por corrupción. PSUV y MUD acumulaban la mayoría de las causas de los trámites totales.
A principios de 2017, se reportaron numerosos escándalos por actos de corrupción en el que intervinieron varios funcionarios y directivos de la empresa de Petróleos de Venezuela. En menos de 20 días, el presidente Maduro destituyó a varios directivos de Pdvsa y Pequiven. En medio de los escándalos, el presidente destituyó a Eulogio del Pino del Ministerio de Petróleo, designando a Nelson Martínez, expresidente de Citgo, como el nuevo ministro de Petróleo y Minas. Por su parte, en el proceso de “profunda renovación” se creó la Vicepresidencia Ejecutiva, un nuevo cargo dirigido por Maribel Parra, para así prevenir actos de fraude, corrupción y cohecho en estas empresas.

### Financiación de los partidos políticos
En Venezuela la última constitución establece una prohibición, al financiamiento por parte del Estado de las «asociaciones con fines políticos». Así pues, el artículo 293 de la Constitución de 1999 establece que el Consejo Nacional Electoral (CNE) entre sus funciones en los procesos electorales deberá controlar, regular e investigar los fondos de financiamientos de las organizaciones políticas.
La organización Transparencia Venezuela en 2015, consignó en la Comisión de Participación Política y Financiamiento del Consejo Nacional Electoral 56 denuncias de presuntas violaciones a la Ley Orgánica de Procesos Electorales y su Reglamento, por la utilización propagandística con fondos provenientes del patrimonio público. La Organización solicitó que se iniciaran las investigaciones correspondientes a efectos de determinar los funcionarios que aprobaron o permitieron la configuración de los presuntos ilícitos.
Una semana después Transparencia Venezuela comunicó que habían registrado un total de 281 denuncias de presuntas violaciones a la Ley y su Reglamento.
El periódico Tal Cual Digital publicó un artículo describiendo el cierre de campaña de Nicolás Maduro  durante las elecciones presidenciales de 2018 como "la mayor demostración de corrupción", criticando el "descarado" uso de recursos públicos, incluyendo estructuras de personal de ministerios y publicando un audio en el que se demuestra que la convocatoria se hizo aprovechando las nóminas de los despachos gubernamentales. Tal Cual también publicó el plan operativo del cierre de campaña del PSUV, en el documento las casillas correspondientes a los partidarios responsables aparecen vacías y se asignan responsabilidades directamente a los ministerios y a distintas instituciones públicas, incluyendo la de movilizar grupos de personas. El plan operativo describe que PDVSA instaló la tarima principal, las plantas eléctricas, el backing y los sistemas de sonido, que el Ministerio de la Defensa fue el encargado de las detonaciones de fuegos artificiales, que el Ministerio para el Desarrollo Minero se encargó de la decoración y que otros despachos se encargaron de la instalación de baños, pantallas, barreras, toldos y refrigerios. En la página 6 también se explica que la gente que abrazó la tarima desde donde hablaba Maduro eran milicianos vestidos de civil. El rector principal del CNE y presidente de la Comisión de Participación Política y Financiamiento, Luis Emilio Rondón, ratificó las denuncias e irregularidades de los candidatos Henri Falcón y Javier Bertucci, incluyendo al ventajismo que predominó desde la convocatoria del proceso en enero y el uso de recursos del Estado para beneficiar la opción ganadora en el sistema nacional de medios públicos-
Casos de corrupción relacionados con la financiación de partidos
Entre los estados con mayor registro señalaron Distrito Capital con 60 denuncias, seguido de Aragua con 34 y de Miranda con 27. Entre las organizaciones políticas más denunciadas se encuentra el Partido Socialista Unido de Venezuela (PSUV) liderando con 40 señalamientos, seguido de la Mesa de la Unidad Democrática (MUD) con 19 denuncias.

### Transparencia
Según el Índice de Percepción de la Corrupción que realiza la ONG Transparencia Internacional, a finales de 2013 Venezuela se ubicaba en el puesto 160 de los 177 países evaluados. Es el segundo país más corrupto de América Latina, solo superado por Haití.
En enero de 2013, Según el Índice de Transparencia Presupuestaria internacional, Venezuela obtiene 37 puntos sobre 100, ubicándose solo detrás de Bolivia y Ecuador.
A fecha de 2016, Venezuela es uno de los tres países de América Latina con más de un millón de habitantes sin una ley de transparencia (Open Government o Gobierno abierto). Se ha defendido que una ley de transparencia que hubiera permitido el acceso libre a todos los contratos firmados por las Administraciones Públicas, a explicar detalladamente los gastos y financiación de los contratos, se hubiera podido luchar mejor contra la corrupción en diferentes niveles.

### Desgaste del unipartidismo

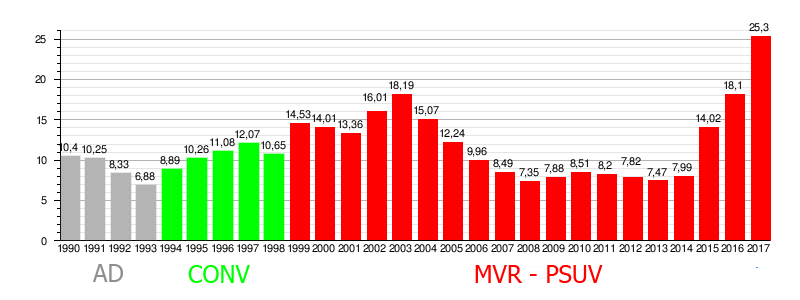
Unipartidismo y desempleo en Venezuela entre 1990 y 2017.

Desde 2015, las encuestas del IVAD revelaron un declive progresivo del número de votantes potenciales al principal partido que ha gobernado durante la crisis, el Partido Socialista Unido de Venezuela y sus aliados del Gran Polo Patriótico. Este desgaste se manifestó de manera particularmente clara en las elecciones parlamentarias de 2015. En esas elecciones, la Mesa de la Unidad Democrática superó el 56 % de los sufragios.
A partir de junio de 2016 todas las encuestas revelaron un fuerte aumento de apoyo hacia la MUD que a principios de 2015 era la primera fuerza en intención de voto, y parecía tener posibilidades de alcanzar el gobierno en las elecciones presidenciales de 2018. Durante la primera parte de 2017, se debatió ampliamente sobre la posibilidad de que el nuevo partido alcanzara a ganar las elecciones.

### Crisis presidencial de 2019
Desde el 10 de enero de 2019, Venezuela ha experimentado una crisis presidencial, donde la legitimidad de quién ocupa la presidencia del país se encuentra cuestionada. La reelección de Nicolás Maduro como presidente de Venezuela ha sido rechazada por diferentes organizaciones y gobiernos nacionales. La Asamblea Nacional de Venezuela ha promovido a Juan Guaidó como el presidente interino y ha encabezado protestas en contra de la juramentación de Maduro. La Organización de Estados Americanos, en una reunión extraordinaria de su Consejo Permanente, aprobó una resolución en la que se declara ilegítimo a Maduro como presidente de Venezuela, instando a que se convocaran nuevas elecciones.
El 23 de enero: Juan Guaidó se declara ante el pueblo y la República, como presidente interino de la República Bolivariana de Venezuela. Con reconocimiento al instante de 4 países; España, Colombia, Francia y Estados Unidos.
El 23 de febrero: simpatizantes del gobierno de Nicolás Maduro, incendian dos camiones de ayuda humanitaria, calificando dicho acto como un crimen de lesa humanidad por la ONU. El gobierno bloqueó el paso por las fronteras de Venezuela con Colombia, Brasil y con las islas del Caribe. Aruba, Bonaire y Curazao.
El 4 de marzo de 2019 Regresa por el aeropuerto de Maiquetía después de una gira de diez días y haber asistido al concierto en la ciudad de Cúcuta, dirigiendo el fracasado ingreso de la ayuda humanitaria hacia Venezuela, el presidente Nicolás Maduro lo acusó de intento de golpe de Estado y el Tribunal Supremo de Justicia le dicto en su contra una orden de prohibición de salida del país. Guaidó ha sido reconocido como presidente legítimo por casi 60 países, la mayoría iberoamericanos (Brasil, Colombia Chile, Argentina, Perú, Ecuador, Paraguay, México, Panamá), además de Canadá, EE. UU. y otros de la Organización de los Estados Americanos (OEA), el Grupo de Lima y el Parlamento Europeo (PE). Maduro tiene el fuerte apoyo de Rusia, China, Cuba, Nicaragua, Irán y Turquía, quienes se han venido beneficiando del petróleo y el oro venezolano. 
28 de marzo de 2019 el contralor general de la república Elvis Amoroso anunció la inhabilitación política del diputado Juan Guaidó por presuntos cargos de corrupción hasta el año 2034.
6 de diciembre de 2019 el contralor general de la república Elvis Amoroso solicita a Sudeban bloquear las cuentas al diputado Juan Guaidó y a quien acusó de haber rematado las empresas de CITGO por 1.500 millones de dólares en un intento de desprestigiarlo, medida tomada de manera preventiva, mientras el presidente Donald Trump el 24 de octubre  dio un decreto que protegía a Citgo de ser embargada por los acreedores del bono PDVSA2020 a quienes el gobierno de Nicolás Maduro había hipotecado en octubre de 2016 por una compromiso de alargar la deuda; con un mes de retraso del pago de la cuota de US $913.401 millones de dólares en septiembre los bonistas procedieron legalmente iniciar el embargo de Citgo
El 5 de enero de 2020 por la mañana, el diputado Luis Parra se juramentó en una sesión cuestionada y controversial que fue validada por el Bloque de la Patria de la AN, además de otros disidentes de oposición sin el cuórum completo y sin la presencia de Guaidó. Juan Guaidó fue reelecto y se juramentó fuera de la sede del Congreso debido a maniobras de las fuerzas de seguridad del Estado para que no asistiera al Palacio Legislativo
El mismo 5 de enero de 2020 se realizó a las 5 de la tarde la sesión de la Asamblea Nacional en el local del periódico "El nacional" luego que la Guardia Nacional Venezolana impidiera en la mañana el acceso de los diputados y la prensa al hemiciclo de sesiones de forma normal, para juramentar la nueva directiva de la Asamblea, quedando conformada por el diputado Juan Guaido como presidente con 100 votos a favor, el diputado Juan Carlos Guanipa como primer vicepresidente y como segundo vicepresidente el diputado Carlos Berrisbeitia, el día martes 7 Juan Guaido y varios autobuses en los que trasladaban para su protección a los diputados, llegaron a la sede del hemiciclo y lograron ingresar tras fuertes enfrentamientos con la guardia Nacional para juramentar la nueva directiva del parlamento para el periodo entre enero/2020 - enero/2021
El 12 de febrero de 2020 el presidente de la Asamblea Nacional regresa de una gira de tres semanas, por el aeropuerto de Maiquetía en un vuelo comercial desde Portugal, una gira que inicio en Colombia paso por varias ciudades de Europa  Londres, Bruselas, Foro de Davos, París, Madrid, regresando por Canadá y finalmente EE. UU. retomando sus méritos como el presidente interino de Venezuela, en la ciudad de Washington,  fue recibido y aplaudido por republicanos y demócratas en el discurso del estado , dado por Donald Trump en el Congreso de EE. UU. llegó a Maiquetía en un entorno de odio, violencia y amenazas por parte del gobierno y sus seguidores.
El 26 de marzo la Fiscalía General de EE. UU. anunció  la presentación de cargos criminales por narcotráfico contra el presidente de Venezuela, Nicolás Maduro Moros
El 5 de junio de 2020 el Tribunal Supremo de Justicia de Venezuela (TSJ), declara la omisión inconstitucional de la Asamblea Nacional y se prepara para designar los rectores del Consejo Nacional Electoral, el 11 de junio la Asamblea Nacional no reconoce la decisión del TSJ y dijo continuar con el proceso de postulación de candidatos para rectores del CNE que fue paralizada durante los meses de la pandemia por el corona-virus
EL 17 de junio el TSJ interviene la directiva de Primero Justicia pasa ser dirigida por José Brito mencionado en la Operación Alacrán y más tarde  interviene la directiva de Acción Democrática pasó a ser dirigida por José Bernabé Gutiérrez quien fuera expulsado del partido en junio de 2020.
El 18 de agosto de 2020 el TSJ suspende directiva del partido oficialista Tupamaro, nombra una directiva ad hoc dirigida por Williams José Benavides Rondón El TSJ ha intervenido la directiva de siete partidos de oposición, y varias del oficialismo dejándolos sin libertad para elegir sus representantes.
El 1 de julio el nuevo Consejo Nacional Electoral seleccionado por el TSJ anuncia las elecciones para elegir los nuevos miembros de la Asamblea Nacional
El 31 de agosto el gobierno excarcela a 110 personas entre perseguidos y presos políticos por decreto presidencial Sin embargo el Foro Penal de Venezuela indica que se liberaron un 28% de 386 privados y siguen 336 perseguidos políticos tras las rejas.

## Crisis social

### Desempleo
Con la crisis económica que comenzó en 2013 la tasa de desempleo creció rápidamente desde un 8% en 2010 al 14 % en 2015 y al 18 % en 2016 (2 700 000 personas en diciembre) y convirtiéndose en una de las preocupaciones de los venezolanos superando a la inestabilidad política. Si bien el desempleo en algunas regiones de Venezuela es menor que en otras, el cómputo general es uno de los más altos de América Latina según la CEPAL.
Las tasas de desempleo en Venezuela desde 1990 hasta la actualidad, según el FMI:
Evolución de la tasa de desempleo en Venezuela
Fuente: Fondo Monetario Internacional (FMI) 
El desempleo se ha ido incrementando en los años de hiperinflación tal es así que para octubre d 2019 la tasa de desempleo llega al 35%. Se estima que para finales de año se puede registrar entre 39% a 40% el desempleo y además que un 60% de la población económicamente activa pertenezcan al sector informal y en esto tiene que ver con el bajo salario ( un sueldo inferior a 10 dólares mensuales promedio durante el año 2019) que ha hecho que gran parte de los jóvenes emigren a otros países.

### Emigración

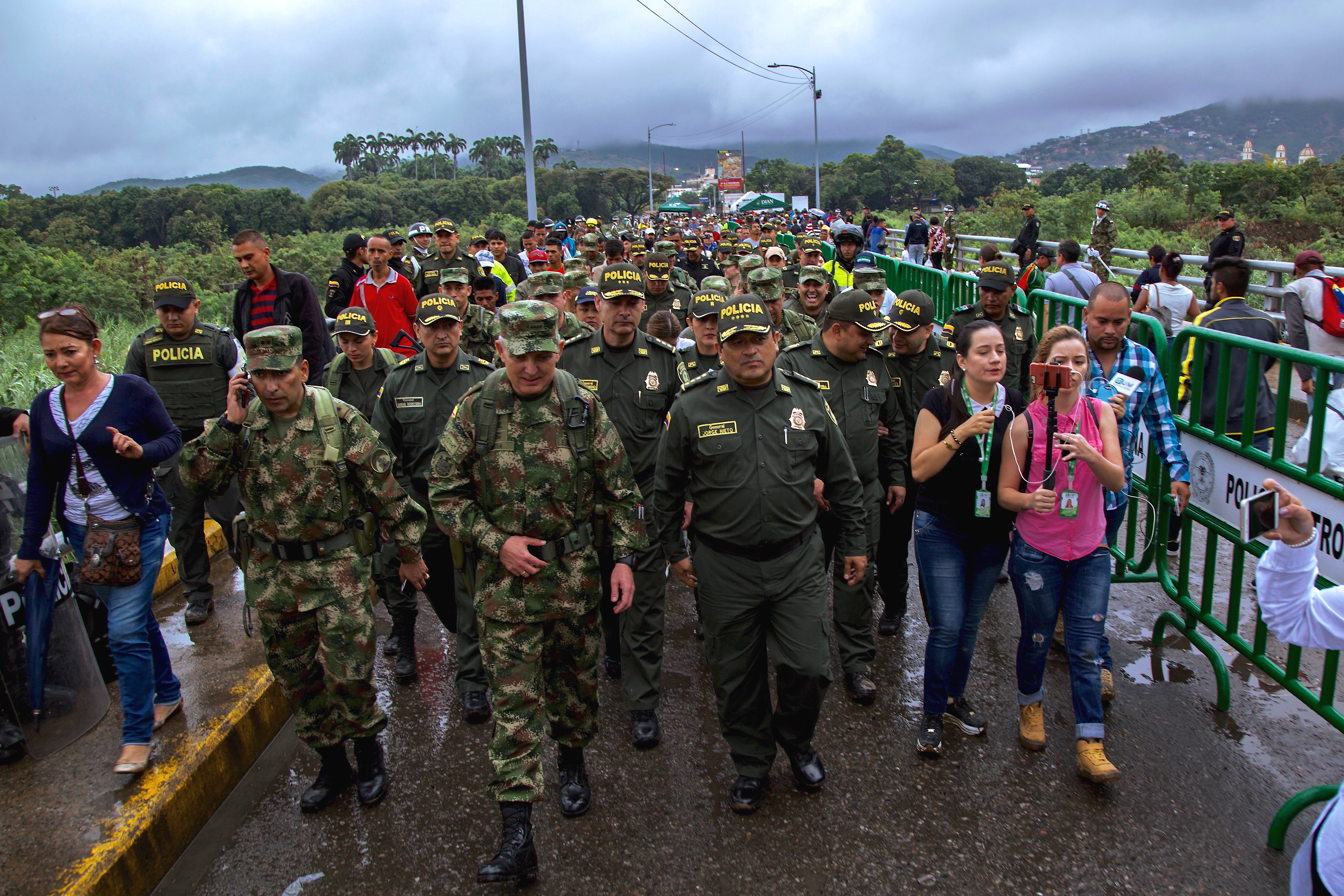
Policía Nacional de Colombia acompañando a venezolanos hacia Cúcuta.

El número de venezolanos residentes en el extranjero ha crecido desde el inicio de la crisis: solamente en el primer trimestre de 2015 entraron como trabajadores temporales 9456 venezolanos a Colombia, 5236 más que en 2013. La categoría de residencia alcanzó 3840 durante 2014. Esta situación coloca a Venezuela como el país con la mayor cantidad de visas remitidas: 11 429 en 2014.
El 91 % del empleo destruido en los últimos 2 años es de menores de 35 años tal y como publica la Encuesta de Población Activa (EPA). El desempleo juvenil se ha situado en un 27 % en la última EPA. Actualmente, 346 369 jóvenes (de hasta 29 años) con formación superior se encuentran en desempleo. Pero este perfil no es el único que se repite en el extranjero, también se van jóvenes con otras cualificaciones medias y profesionales. En Chile, Venezuela es una de las comunidades migrantes de mayor magnitud, representa 1,9 %, según el Departamento de Extranjería y Migración del Ministerio del Interior y Seguridad Pública. En 2014 entregó 2.258 visas estudiantiles, 4 % adjudicado a venezolanos.
Ante esta situación, los jóvenes han comenzado a emigrar a otros países en busca de una oportunidad laboral, para poder asegurarse un proyecto de vida que en el país se hace incierto. No se trata solo de una nula estabilidad laboral, sino de una falta de independencia que elimina del horizonte cualquier proyecto de vida estable y convierte a los jóvenes venezolanos en personas dependientes de sus familias. Además de América Latina, los jóvenes están empezando a optar por otros destinos como Europa y Norteamérica. Generalmente, los trabajos que realizan los jóvenes en el extranjero también se encuentran caracterizados por la precariedad, con jornadas laborales muy largas y sueldos muy bajos que no aseguran una vida digna, y menos un futuro.

#### Crisis migratoria
La Organización de los Estados Americanos (OEA) y voceros de la agencia de refugiados de Naciones Unidas, ACNUR lo han catalogado como el éxodo más grande en la historia del hemisferio occidental en los últimos 50 años.

#### Fuga de cerebros
La emigración ha sido calificada como una fuga de cerebros o fuga de talentos, un proceso de migración de los profesionales. De acuerdo con un estudio publicado en 2015 por la Universidad Central de Venezuela (UCV), detalla que 883.000 profesionales certificados emigraron a 22 países, de los cuales 260.000 eligieron Estados Unidos, seguido por España con 200.000 y Portugal con 110.000

### Sanidad

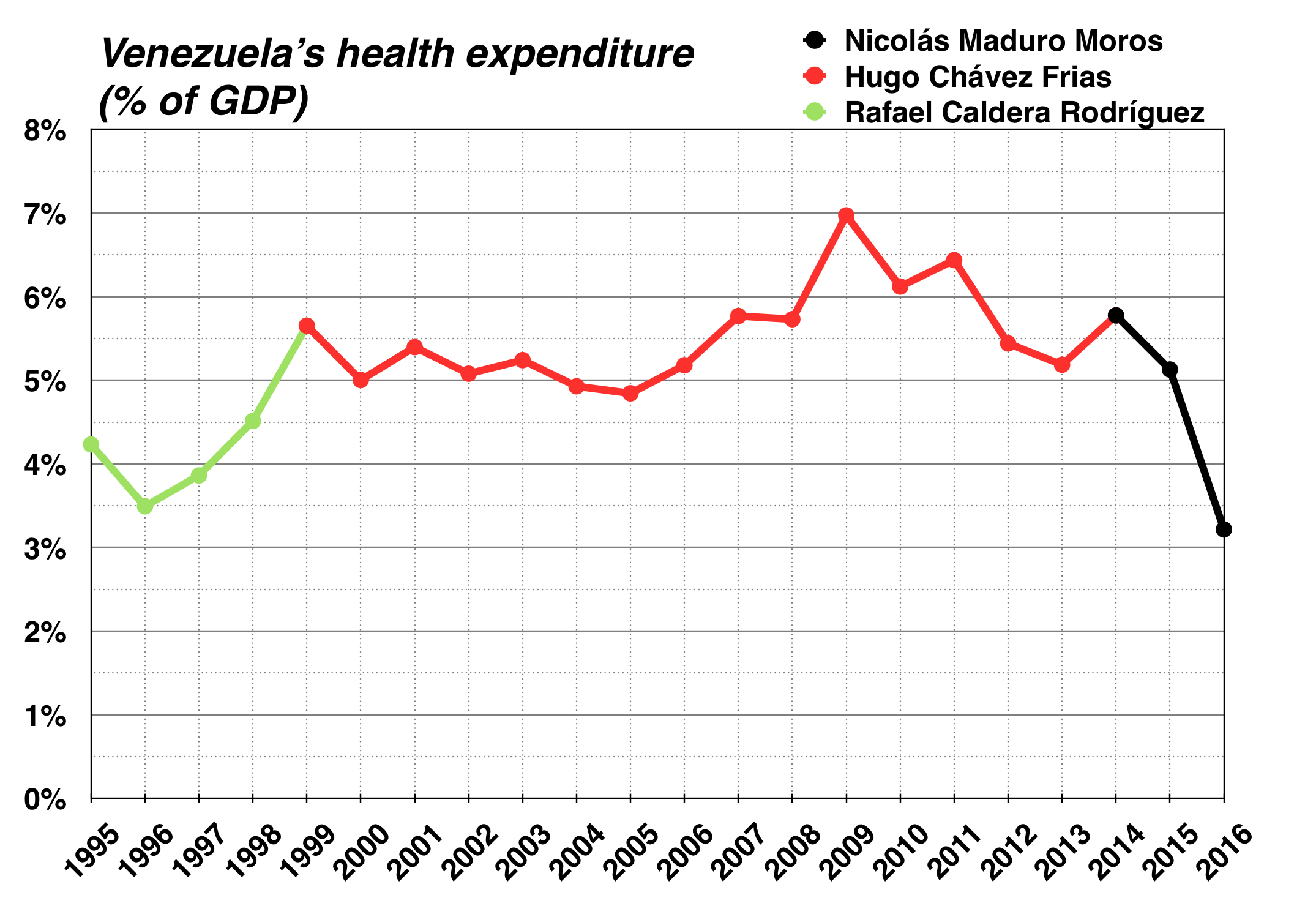
Gasto en salud por porcentaje del PIB de Venezuela

Durante el año 2013 el gasto público en Sanidad en Venezuela se redujo de 1,68 % a 1,54 % del PIB y se cerraron numerosas plantas hospitalarias a nivel nacional. Se dejaron de financiar fármacos para síntomas menores, entre otras medidas. Además, existen problemas en la sanidad pública que se empezaron a manifestar a inicios de 2013 con la escasez de medicamentos. Debido a que se han experimentado la escasez de los fármacos, los enfermos o sus parientes han teniendo que recurrir a otras denominaciones o realizar grandes recorridos entre estados para encontrar dichos medicamentos.
El 21 de febrero de 2018 la Corte Interamericana de Derechos Humanos dictó medidas cautelares para el Hospital de Niños J. M. de los Ríos, pidiendo al gobierno salvaguardar la vida y salud de los 27 niños pacientes del área de nefrología luego de una investigación sobre las fallas del hospital, exhortándolo también a adoptar acciones para mejorar las condiciones de salubridad del hospital. Sin embargo, tres meses después de dictar las medidas cautelares, el gobierno no había cumplido con las mismas. El 14 de mayo falleció Carina Vergara, una paciente de 14 años del servicio de nefrología del hospital que formaba parte de la medida cautelar otorgada por la CIDH.
Durante la Revolución Bolivariana, el gobierno comenzó a brindar atención médica gratuita, con la ayuda de profesionales médicos cubanos. La incapacidad del gobierno para concentrarse en la atención médica y la reducción del gasto en atención médica, junto con la corrupción gubernamental descontrolada, resultaron en muertes evitables debido a la grave escasez de suministros y equipos médicos, y la emigración de profesionales médicos a otros países.
La dependencia de Venezuela de los bienes importados y los complicados tipos de cambio iniciados bajo Chávez llevaron a un aumento de la escasez a finales de la década de 2000 y en la década de 2010 que afectó la disponibilidad de medicamentos y equipos médicos en el país. Associated Press reportó que el gobierno dejó de publicar estadísticas médicas en 2010. El ministro de Salud fue cambiado varias en múltiples ocasiones durante la presidencia de Chávez. Según un alto funcionario del Ministerio de Salud de Venezuela, los ministros fueron tratados como chivos expiatorios cada vez que surgían problemas de salud pública en Venezuela. También dijo que los funcionarios del Ministerio de Salud incurrieron en actos de corrupción para enriquecerse vendiendo bienes destinados a la salud pública a terceros.
Al comienzo de la presidencia de Maduro, el gobierno no pudo proporcionar suficientes fondos para suministros médicos entre los proveedores de atención médica, y el presidente de la Federación Médica Venezolana dijo que 9 de 10 hospitales grandes tenían solo el 7% de los suministros requeridos y médicos privados informaron números de pacientes que "morían de enfermedades fácilmente tratables" eran "imposibles" de contar "luego del desplome de la económica de Venezuela que se aceleró después de la muerte de Chávez". Muchos venezolanos sufrieron muertes evitables con profesionales médicos que tenían escasos recursos y usaban métodos obsoletos desde hace décadas. En febrero de 2014, los médicos del Hospital Médico de la Universidad de Caracas dejaron de realizar cirugías por falta de insumos, a pesar de que cerca de 3.000 personas requirieron cirugía.
A principios de 2015, solo el 35% de las camas hospitalarias estaban disponibles y el 50% de los quirófanos no podían funcionar debido a la falta de recursos. En marzo de 2015, una ONG venezolana, Red de Médicos por la Salud, informó que había un 68% de escasez de insumos quirúrgicos y un 70% de escasez de medicamentos en las farmacias venezolanas. En 2018, la Organización Panamericana de la Salud (OPS) informó que aproximadamente un tercio (22.000 de 66.138) de los médicos registrados abandonaron Venezuela a partir de 2014 Rosemary DiCarlo de la ONU dijo que el 40% de los profesionales médicos habían salido de Venezuela y los suministros de medicamentos estaban al 20% de los niveles necesarios. La Federación Médica Venezolana dijo que los médicos estaban abandonando el sistema público de salud debido a la escasez de medicamentos y equipos y a los bajos salarios. En agosto de 2015, Human Rights Watch dijo: "Rara vez hemos visto que el acceso a los medicamentos esenciales se deteriore tan rápido como en Venezuela, excepto en las zonas de guerra". En 2015, el gobierno informó que un tercio de los pacientes ingresados en hospitales públicos fallecieron. Los medicamentos de las personas que mueren se redistribuyen a través de esfuerzos locales y en pequeña escala, con la ayuda de las familias de los fallecidos, para tratar de abastecer a los pacientes sobrevivientes.
Un estudio de 6.500 hogares realizado por tres de las principales universidades de Venezuela encontró que "el 74% de la población había perdido en promedio nueve kilos en 2016". En abril de 2017, el Ministerio de Salud de Venezuela informó que la mortalidad materna aumentó en un 65% en 2016 y que el número de muertes infantiles aumentó en un 30%. También dijo que el número de casos de malaria aumentó en un 76%. Poco después de que la ministra de Salud, Antonieta Caporale, publicó en 2017 estos datos, y las estadísticas de salud que muestran aumentos en la mortalidad infantil y materna y las enfermedades infecciosas en 2016, Maduro la despidió y reemplazó al médico por un farmacéutico cercano al vicepresidente Tareck El Aissami, Luis López Chejade. Las publicaciones se eliminaron del sitio web del Ministerio y no se han hecho disponibles más datos de salud, aunque el gobierno ha elaborado boletines de salud durante varias décadas.
En marzo de 2019, The Wall Street Journal informó que "el colapso del sistema de salud de Venezuela, una vez uno de los mejores de América Latina, ha provocado un aumento en las tasas de mortalidad infantil y materna y el regreso de enfermedades raras que se consideraban casi erradicadas. Funcionarios de salud reportaron que la malaria, fiebre amarilla, difteria, el dengue y la tuberculosis se están propagando desde Venezuela a los países vecinos a medida que los refugiados venezolanos cruzan las fronteras ". Naciones Unidas estimó en 2019 que 2,8 millones de venezolanos tienen necesidades de atención médica, 300.000 corren el riesgo de morir de cáncer, diabetes o VIH ya que no han tenido acceso a medicamentos durante más de un año y enfermedades prevenibles como difteria, malaria, sarampión y la tuberculosis están aumentando en 2019, junto con la hepatitis A, debido al saneamiento y la falta de acceso al agua.
El informe de abril de 2019 de HRW / Johns Hopkins mostró este aumento en las enfermedades infecciosas y prevenibles, así como el aumento de la desnutrición, muerte infantil y materna y el tratamiento precario contra el VIH . La inflación y la escasez de medicamentos han obligado a los pacientes a traer su propia comida, agua y jabón, y suministros médicos, incluidos escalpelos y jeringas. En agosto de 2019, como parte de los esfuerzos regionales para ayudar a los migrantes venezolanos, Estados Unidos prometió que proporcionará miles de dosis de medicamentos para combatir el VIH y así prevenir la propagación del sida y tratar a quienes lo padecen.

### Informe 2019 de Human Rights Watch / Johns Hopkins

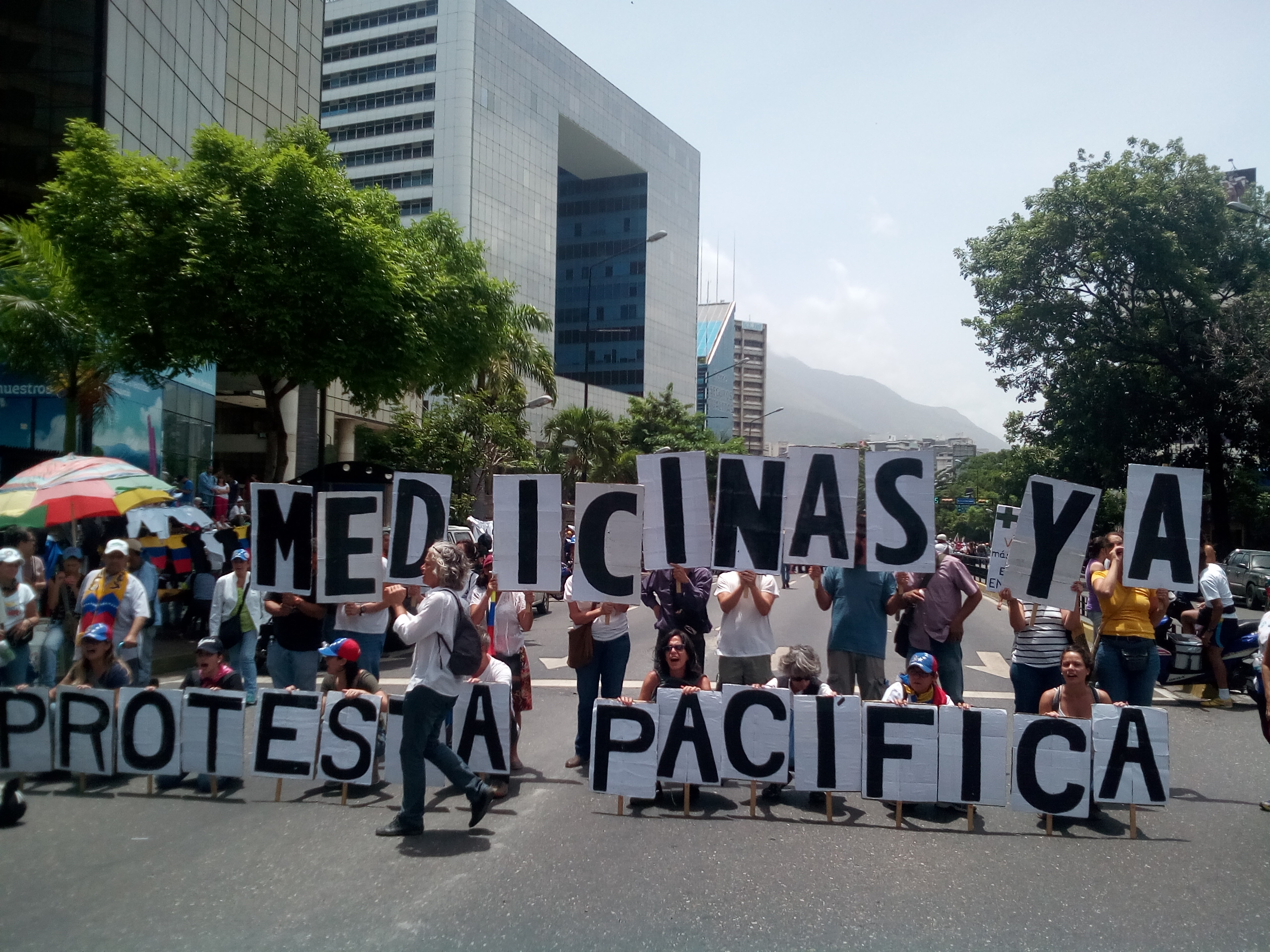
Venezolanos protestando en 2017 por medicinas y por desabastecimiento en Venezuela

En abril de 2019, Human Rights Watch (HRW) y la Facultad de Salud Pública Bloomberg de la Universidad Johns Hopkins publicaron los resultados de un proyecto de investigación conjunto de un año en un informe titulado "Emergencia humanitaria de Venezuela: la respuesta a gran escala de la ONU necesaria para abordar la crisis de salud y la alimentación". Combinado con datos de la Organización Mundial de la Salud (OMS), la Organización Panamericana de la Salud (OPS) y fuentes venezolanas, el informe se basó en 156 entrevistas con emigrantes venezolanos que acababan de llegar a Colombia y Brasil, funcionarios de organizaciones humanitarias y de socorro, profesionales de la salud venezolanos y funcionarios gubernamentales y de la ONU de Brasil y Colombia. La mayoría de las entrevistas ocurrieron en julio o agosto de 2018 en visitas de los expertos a las localidades fronterizas venezolanas de Cúcuta, Colombia y Boa Vista o Pacaraima, Brasil.
The Washington Post afirmó que el informe de HRW / Johns Hopkins "pinta un cuadro extremadamente sombrío de la vida en Venezuela, cuya economía una vez próspera se ha derrumbado debido a la mala gestión y la corrupción bajo Maduro"; documenta el aumento de la mortalidad materna e infantil, la propagación de enfermedades prevenibles, la inseguridad alimentaria y la desnutrición infantil. HRW declaró que "la combinación de una grave escasez de medicamentos y alimentos ... con la propagación de enfermedades ... equivale a una emergencia humanitaria compleja que requiere una respuesta a gran escala por parte del secretario general de las Naciones Unidas". El informe describe un sistema de salud que está en "colapso total", con enfermedades que se pueden prevenir mediante la simple vacunación y "aumentos dramáticos" de enfermedades infecciosas una vez erradicadas en Venezuela.
Según NPR, la crisis económica en Venezuela comenzó en 2010, y la crisis de salud siguió dos años y empeoró significativamente en 2017, pero la situación en 2019 "es aún más lúgubre de lo que esperaban los investigadores". Paul Spiegel, MD, quien fue el editor y revisor del informe, dijo: "Venezuela es un país de ingresos medios con una infraestructura anteriormente sólida, por lo que solo ver este increíble declive ... en un período tan corto de tiempo es bastante asombroso . "  Alberto Paniz-Mondolfi, un médico en Barquisimeto, Venezuela, quien es miembro de la Academia Nacional de Medicina de Venezuela, dijo a NPR que el informe brinda una descripción precisa, completa y oportuna de la situación médica en su país; no tenía ninguna afiliación con el informe, pero dijo que había visto casos en los que ni siquiera había catéteres para conectar a los niños que parecían tener desnutrición para la terapia intravenosa . Spiegel agrega que, debido a la infraestructura y al personal capacitado en Venezuela, la ayuda se puede distribuir rápidamente una vez entregada a Venezuela.
La administración de Maduro no publica estadísticas de salud, pero NPR afirma que "pinta una imagen fantasiosamente optimista de su sistema de salud". The Guardian calificó la respuesta de Maduro a la crisis de salud del país como "inadecuada". Según The Washington Post, "debido a la intransigencia del presidente Nicolás Maduro, quien ha culpado de las privaciones a las sanciones de Estados Unidos y se negó a permitir que nada más que un goteo de asistencia ingrese al país", la ayuda no se ha entregado con la suficiente rapidez. Reuters informó que "Maduro dice que no hay crisis ni necesidad de ayuda humanitaria, culpando a las sanciones de Estados Unidos por los problemas económicos del país". El canciller venezolano, Jorge Arreaza, no respondió a una carta en la que se solicitaba "opiniones de Venezuela sobre el alcance de la crisis y las políticas que estaba implementando para abordarla" antes de la publicación del informe HRW / Johns Hopkins.

El resumen de HRW del informe de HRW / Johns Hopkins decía: "Las autoridades venezolanas durante la presidencia de Nicolás Maduro han demostrado ser incapaces de detener la crisis y, de hecho, la han exacerbado a través de sus esfuerzos por suprimir información sobre la escala y urgencia de los problemas. . "  Associated Press dijo que Maduro "suprime la información" y ha empeorado el problema. El director para las Américas de HRW, José Miguel Vivanco, dijo:
"Las autoridades venezolanas minimizan y reprimen públicamente la información sobre la crisis, y hostigan y toman represalias contra quienes recopilan datos o hablan sobre ellos, al tiempo que hacen muy poco para aliviarlos".
El informe analiza a un médico docente que dijo que "los residentes están amenazados con ser expulsados del programa o de su hospital si incluyen un diagnóstico de desnutrición en los registros médicos", lo que hace que la desnutrición se subestime en los datos venezolanos. El informe afirma que:
"muchos analistas han argumentado que las propias políticas del gobierno han jugado un papel en la causa de la crisis económica. . . Sin embargo, bajo la presidencia de Nicolás Maduro, el gobierno venezolano ha negado la crisis, ha ocultado estadísticas y datos de salud, ha acosado a los profesionales de la salud que hablan sobre la realidad en el terreno y ha dificultado que la asistencia humanitaria suficiente llegue al pueblo venezolano. A través de estas políticas y prácticas, las autoridades han contribuido al agravamiento de la crisis humanitaria documentada en este informe "  
El Pacto Internacional de Derechos Económicos, Sociales y Culturales (PIDESC) es un tratado multilateral ratificado por Venezuela; compromete a sus partes a "disfrutar del más alto nivel posible de salud física y mental" y al derecho a un "nivel de vida" adecuado y una "alimentación adecuada". La Constitución de Venezuela establece el derecho a la salud. [lower-alpha 5] El informe de HRW / Johns Hopkins afirma que, frente al deterioro de las condiciones de salud, la supresión de información y acciones por parte del gobierno contra quienes hablan sobre la crisis "representa una violación de las obligaciones de Venezuela de respetar, proteger y cumplir el derecho a la salud "al que los venezolanos tienen derecho tanto del tratado del PIDESC como de su Constitución.
Tras el informe de abril de HRW / Johns Hopkins, y en medio de anuncios de las Naciones Unidas sobre la escala de la crisis humanitaria, junto con la creciente presión internacional, Maduro se reunió con la Cruz Roja y anunció que triplicaría su presupuesto para ayuda a Venezuela. El aumento de la ayuda se concentraría en cuatro áreas: la crisis migratoria, el colapso del sistema de salud, el agua y el saneamiento, y las prisiones y los centros de detención. Maduro, por primera vez, indicó que estaba dispuesto a aceptar ayuda internacional, aunque negó que exista una crisis humanitaria. The Wall Street Journal dijo que la aceptación de envíos humanitarios por parte de Maduro fue su primer reconocimiento de que Venezuela está "sufriendo un colapso económico", y The Guardian informó que la postura de Maduro se ha suavizado ante la creciente presión. Guaidó dijo que la aceptación de la ayuda humanitaria fue "el resultado de nuestra presión e insistencia", y pidió a los venezolanos que "se mantengan alerta para asegurarse de que la ayuda recibida no se desvíe con fines 'corruptos'".

### Vivienda y desahucios
En el periodo de 2016-2017 el precio de la vivienda en Venezuela subió en torno a un 667 %, provocando que los jóvenes destinaran quince veces su salario al pago de las hipotecas. Además de esto los créditos hipotecarios son inaccesibles debido a las altas exigencias de la banca venezolana, por lo que no hay una alternativa a esta problemática.
Asimismo, el alquiler de viviendas agrava la situación debido a la ley de protección al arrendatario, en la que el propietario de una vivienda tiene prohibido el desahucio del inquilino, por lo que se le es difícil a una persona alquilar una vivienda, creando así tensiones sociales.
Devaluación de las propiedades
En 2018, Roberto Orta, presidente de la Cámara Inmobiliaria Metropolitana, afirmó que las viviendas en Venezuela cuestan entre 70% y 80% menos que hace cinco años. "Tenía un apartamento que costaba 170.000 dólares, hoy no cuesta más de 70.000. Ofrecieron 50.000 y la propietaria que emigró prefiere dejarlo cerrado", corroboró a la agencia de noticias AFP Carolina Quintero, corredora inmobiliaria.
Déficit de viviendas

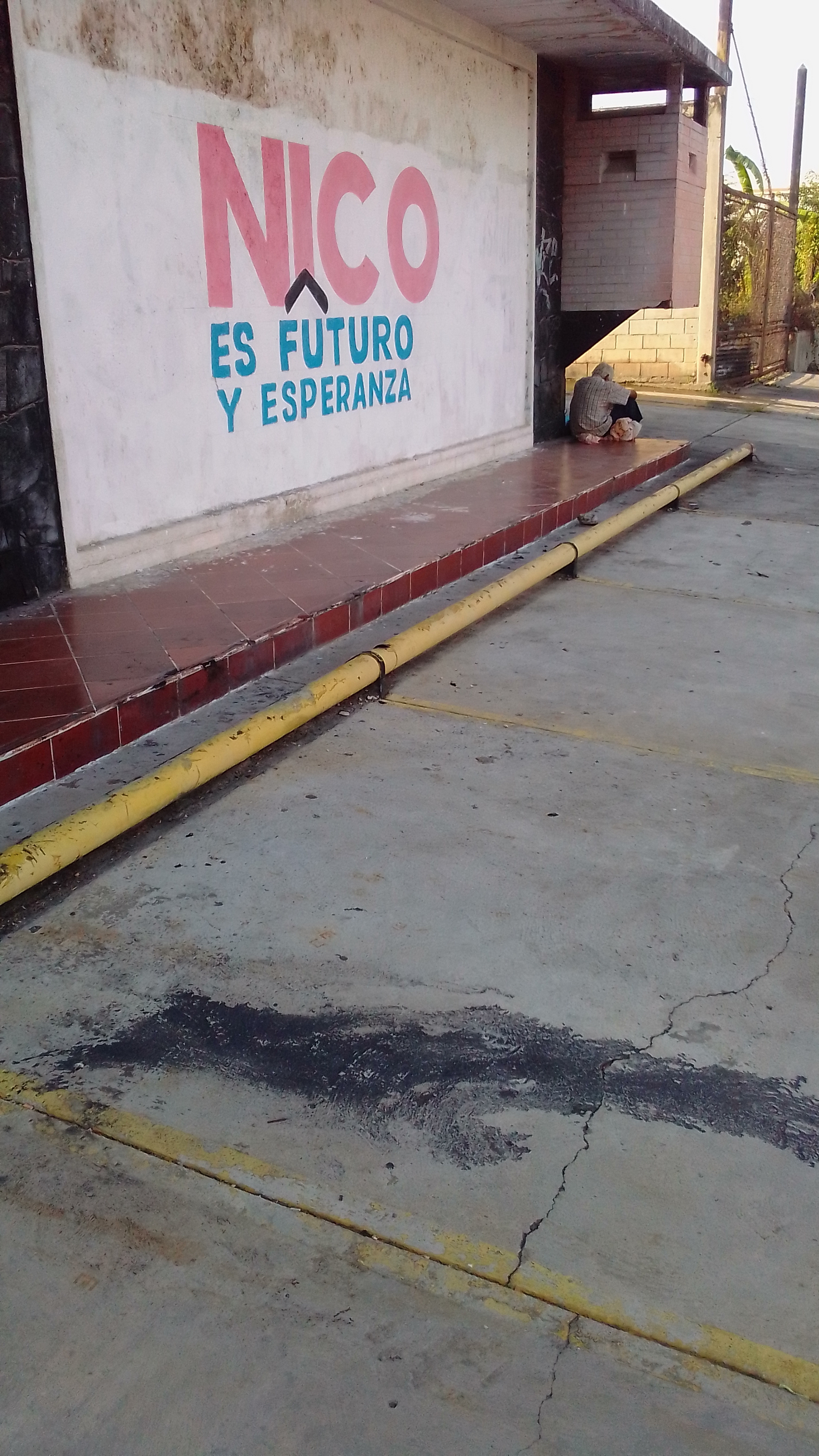
Un indigente al lado de propaganda a favor de Maduro.

En 2007 se contabilizaron en Venezuela 1,8 millones en déficit de viviendas. 10 años después, aún pendientes de la finalización del censo que está realizando el Instituto Nacional de Estadística, se espera que la nueva cifra sea de 3 millones.
Denuncias
Se han denunciado expropiaciones a viviendas vacías mediante la aplicación del plan Ubica tu casa. atentando contra el derecho a la propiedad privada.

### Educación
Según diferentes fuentes, la educación se ha visto afectada con el aumento del abandono escolar, de entre un 40 % y un 50 %. Según Noticias RCN, una de las causas de este abandono escolar sería escasez de alimentos, debido a que los menores acompañan a sus padres en las filas para conseguir comida y alimentos.
LOE
En 2016 se aprobó la nueva ley educativa durante la era democrática. El proyecto de ley definitivo y fue presentado el 15 de junio de 2016 por el ministro de Educación del gobierno de Nicolás Maduro, Rodulfo Pérez. Desde que en 2016 se hizo público el primer borrador de la ley, sin embargo, representantes de la oposición, los sindicatos y las asociaciones de padres y de alumnos de la enseñanza pública han mostrado su rechazo a dicha ley.
Las principales críticas que ha recibido son:
- Los educadores no están formados para trabajar por áreas de conocimiento, sino por asignatura.
- El nuevo plan de estudio está conformado por Lenguas, Culturas y Comunicación (LCC), Memoria, Territorio y Ciudadanía (MTC), Matemática, Ciencias Naturales, Lenguas Extranjeras (LE), Educación para el Trabajo (EPT) y Educación Física. Materias como Física, Química y Biología, que anteriormente se dictaban por separado, quedaron englobadas en el área de Ciencias Naturales.
- El nuevo currículo ha sido improvisada y no ha habido esfuerzos coordinados para diseñar una estrategia.
- Implica un horario integral desde las 7:00 hasta las 16:00.
- Los idiomas autonómicos relegados a materias ‘de Especialidad’.
- No cumple con los deseos expuestos en las leyes venezolanas.
- Las estrategias son poco novedosas y que el contenido esta descontextualizado.
- Niega la esencia disciplinar que poseen las Ciencias Sociales.
- Tiempo insuficiente para su aplicación.
- Los docentes deberían llevar una formación previa.
- El gobierno no ha hecho los esfuerzos reales para garantizar que exista personal suficiente para cubrir todas las horas que se están trabajando.
- Los colegios privados no cuentan con el presupuesto necesario para cancelar las horas adicionales que exige el ente.
- La propuesta de currículo no genera grandes avances en el sistema educativo que puedan garantizar la calidad de enseñanzas en las aulas.

Tasas universitarias
Las tasas universitarias sufrieron un notable aumento durante la crisis, y diversas universidades implementaron programas de ayuda a algunos estudiantes, pero aun así el número de estudiantes que tuvieron que dejar sus estudios universitarios por falta de recursos económicos aumentó notablemente.

### Crisis del transporte
Las perreras consisten en vehículos privados como camiones de volteo, camiones cava, camiones de transporte de escombros generalmente usados para mover ganado u objetos pesados como piezas industriales, alimentos o basura que no son aptos para transportar a personas. Originalmente fueron apodados así hace décadas en áreas rurales e indígenas, donde eran un transporte común en el campo y la gente los abordaba para moverse con sacos de plátanos. Sin embargo, durante la presidencia de Nicolás Maduro, Venezuela empezó a experimentar una crisis de transporte público nunca antes vista en tiempos modernos, afectado por el encarecimiento y escasez de repuestos, así como por la falta de inversión por parte del Estado, lo que obligado a los usuarios a efectuar largas caminatas y a llevar las perreras a las ciudades para cubrir la falta de vehículos.
Según Gustavo Chourio, experto en urbanismo de la Universidad del Zulia, alrededor del 30 por ciento de los venezolanos solía tener vehículo propio, el promedio más alto en América Latina, proporción que ha disminuido drásticamente en la actualidad porque pocas personas tienen recursos suficientes como para comprar repuestos como neumáticos o baterías. La reparación de autobuses y otros vehículos de transporte público se ha vuelto cada vez más difícil debido a la escasez de las piezas de repuesto. Para 2018, de acuerdo con el Comité de Usuarios de Transporte Público en Caracas, el 95 % de los autos, autobuses y taxis estaban inhabilitados, mientras que el número de perreras, operadas por cualquier persona con los medios para manejar un vehículo, había aumentado un 25 %. Luis Alberto Salazar, presidente del comité y su vocero principal, ha afirmado que en Venezuela hay al menos 150,000 perreras. Oscar Gutiérrez, chofer y dirigente gremial del estado Miranda, ha declarado que para el mismo año solo quedaba 10% de los 12.000 autobuses que había en el estado, y según el Comando Intergremial de Transporte al menos el 90% de las 300 000 unidades que cubrían las diversas rutas del país estaban en paro técnico debido a la falta de repuestos.

### Manifestaciones

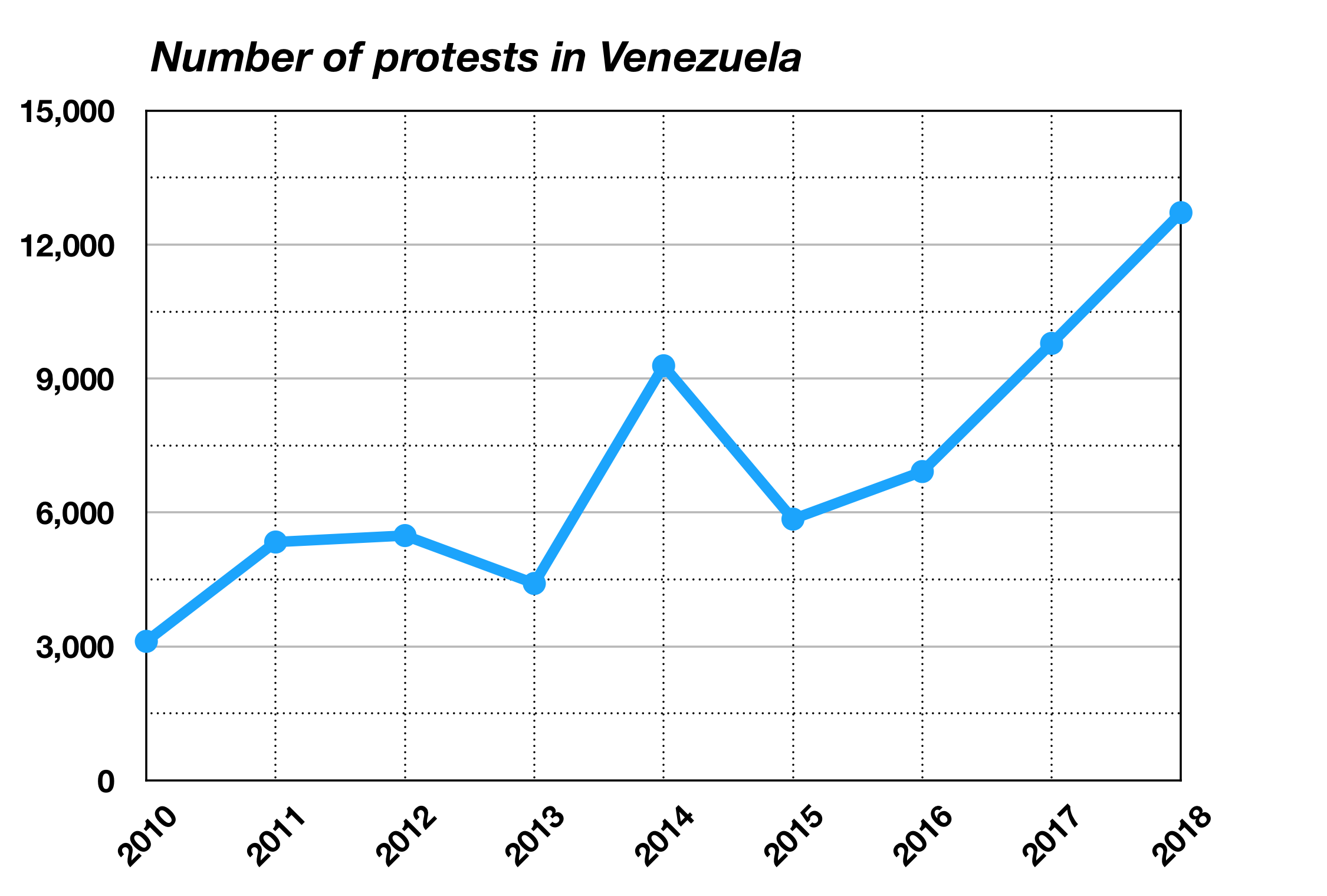
Cantidad de protestas en Venezuela por año.

Se han producido manifestaciones en contra de la inflación, el deterioro en la sanidad y la educación, la corrupción política, entre otros.

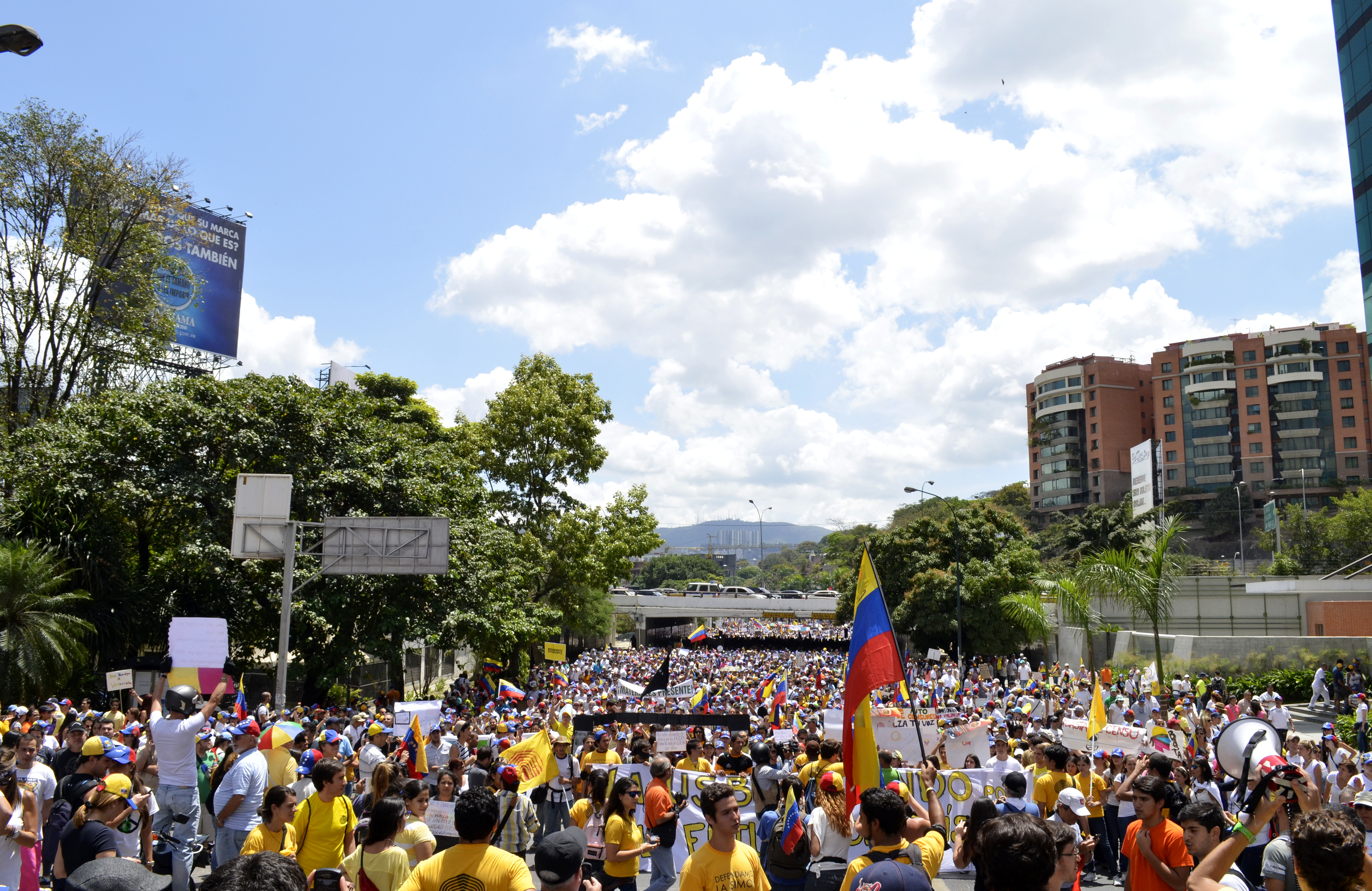
Protestas en Caracas el 2 de marzo de 2014.

En julio de 2014, la organización del Observatorio Venezolano de Conflictividad Social publicó un informe que afirmaba que la conflictividad social alcanzaba en Venezuela un riesgo de nivel alto por el malestar desencadenado por la crisis económica, lo que implicaría para el año 2015 un alto riesgo de sufrir revueltas sociales.
En 2017 el Observatorio registró entre enero y diciembre al menos 9 787 protestas en el transcurso de 2017, equivalente a 27 protestas diarias en todo el país, una cifra récord de manifestaciones en Venezuela y un aumento del 41% con respecto al año 2016, cuando se documentaron 6 917 manifestaciones.
Manifestaciones en contra del gobierno de Maduro
«Toma de Venezuela» (26 de octubre)
La Mesa de la Unidad Democrática, hizo un llamado a los ciudadanos venezolanos para salir a las calles, a partir del 26 de octubre de 2016. Se afirmó que la movilización tenía el objetivo de reclamar el derecho constitucional de los venezolanos al referendo. A diferencia de marchas anteriores, la «toma de Venezuela» tendrá duración indefinida: cada día se anunciará el plan de acción para el día siguiente. La MUD estableció siete puntos de partida desde donde partirán las marchas en Caracas, y otros tantos para el interior del país. A dicha la marcha asistieron decenas de miles de ciudadanos. En la misma, que fue calificada como «violenta» por algunos medios de comunicación, se dieron varios incidentes. El más grave ocurrió en el estado Miranda, donde murió un agente de policía por disparos de arma de fuego y otros tres quedaron heridos.
Allí, la oposición venezolana anunció el plan de la «Marcha a Miraflores» el 3 de noviembre, así como los planes legislativos de la Asamblea Nacional para los siete días siguientes hasta la realización de la misma. También se anunció una huelga general de 12 horas para el 28 de octubre, ante la cual Fedecámaras anunció que será decisión de cada empresa o empleador si se suma o no a la huelga.
Manifestaciones del oficialismo

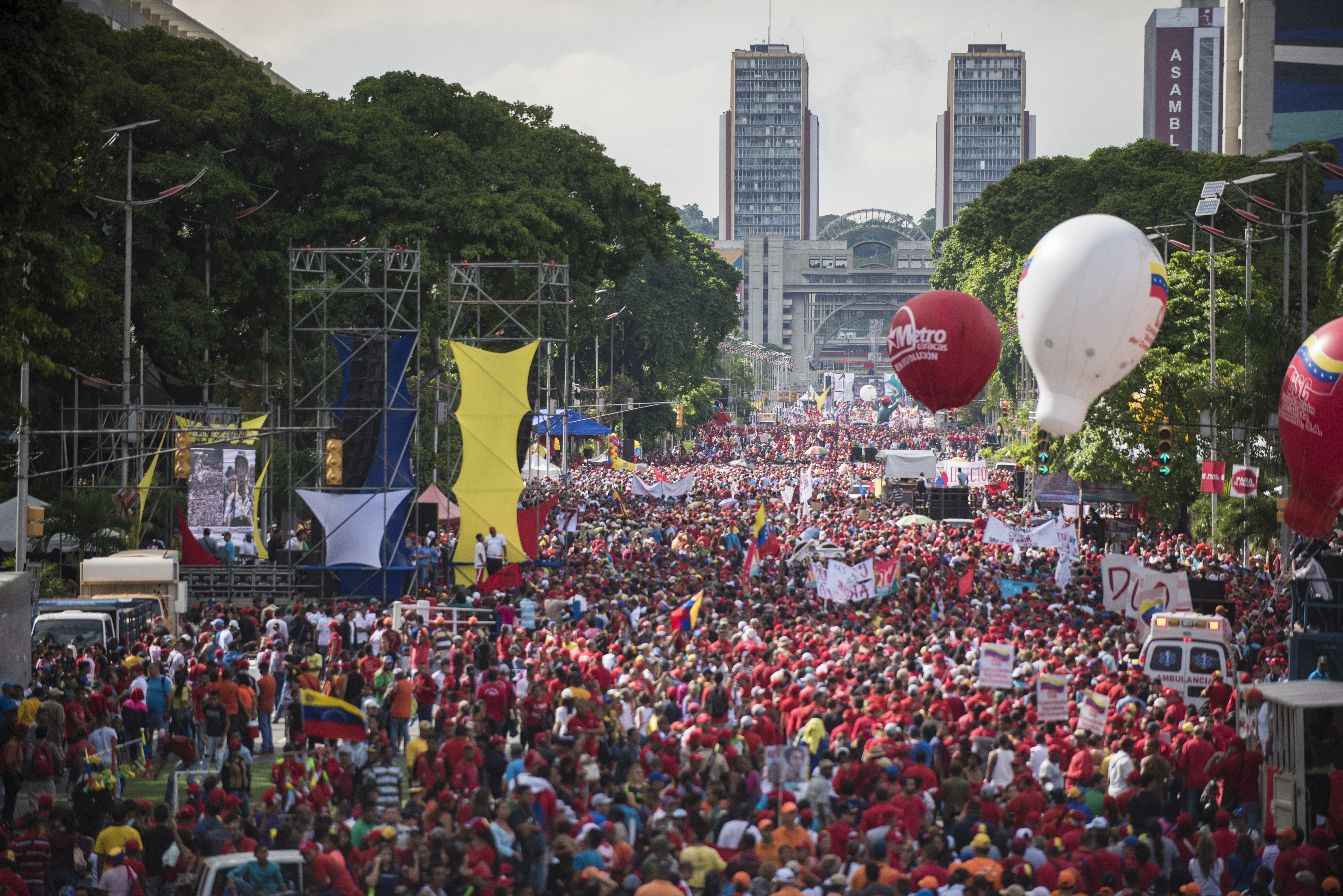
Manifestación en la avenida Bolívar, en el centro de Caracas, para apoyar al Presidente Nicolás Maduro, el 17 de diciembre de 2016.

Por parte del oficialismo, varios de sus líderes han declarado que se está impulsando un golpe de Estado desde la Asamblea Nacional; entre los líderes que han señalado dicha teoría se encuentran Diosdado Cabello, Jorge Rodríguez Gómez y Tareck El Aissami. El 25 de agosto de 2016 se realizó una manifestación de adherentes oficialistas en Miraflores para demostrar su apoyo a Nicolás Maduro, tras su regreso de una gira por el extranjero, y «en defensa de la constitución».
El 25 de octubre el presidente Nicolás Maduro convocó, amparado en el artículo 323 de la constitución, para el día siguiente al Consejo de Defensa de la Nación y a los poderes públicos para evaluar la situación. Por su parte, el ministro de la Defensa, Vladimir Padrino López, junto a los comandantes del Alto Mando Militar, aseguró su respaldo a la Fuerza Armada Nacional Bolivariana y al gobierno de Maduro, descartando un rompimiento del orden constitucional en el país.
El 26 de octubre Nicolás Maduro declaró en sesión permanente al Consejo de Defensa de la Nación, y rechazó la negativa del presidente de la Asamblea Nacional, Henry Ramos Allup, de participar de las sesiones de dicho Consejo, ya que según la constitución estaría obligado a asistir.

### Pensiones
En julio de 2017, el presidente Maduro anunció un ajuste de 97.531,00 bolívares en las pensiones. El aumento de las pensiones sería menor a la inflación, excepto para las mínimas y no contributivas. En total, las pensiones públicas venezolanas llevan retrocediendo en su poder adquisitivo desde el inicio de la crisis, pues los aumentos de las pensiones siempre han sido inferiores a la inflación. En 2016 solo subieron un 20 %, menos que el aumento de los precios. Este incremento insuficiente para cubrir la inflación se suma a los acumulados en 2015 (30 % las inferiores a 9.648,16 Bs mensuales ), 2014 (15 % en diciembre) y 2013 (10 % las mínimas y no contributivas). En 2016 se pierde 40 % de poder adquisitivo.

### Pobreza

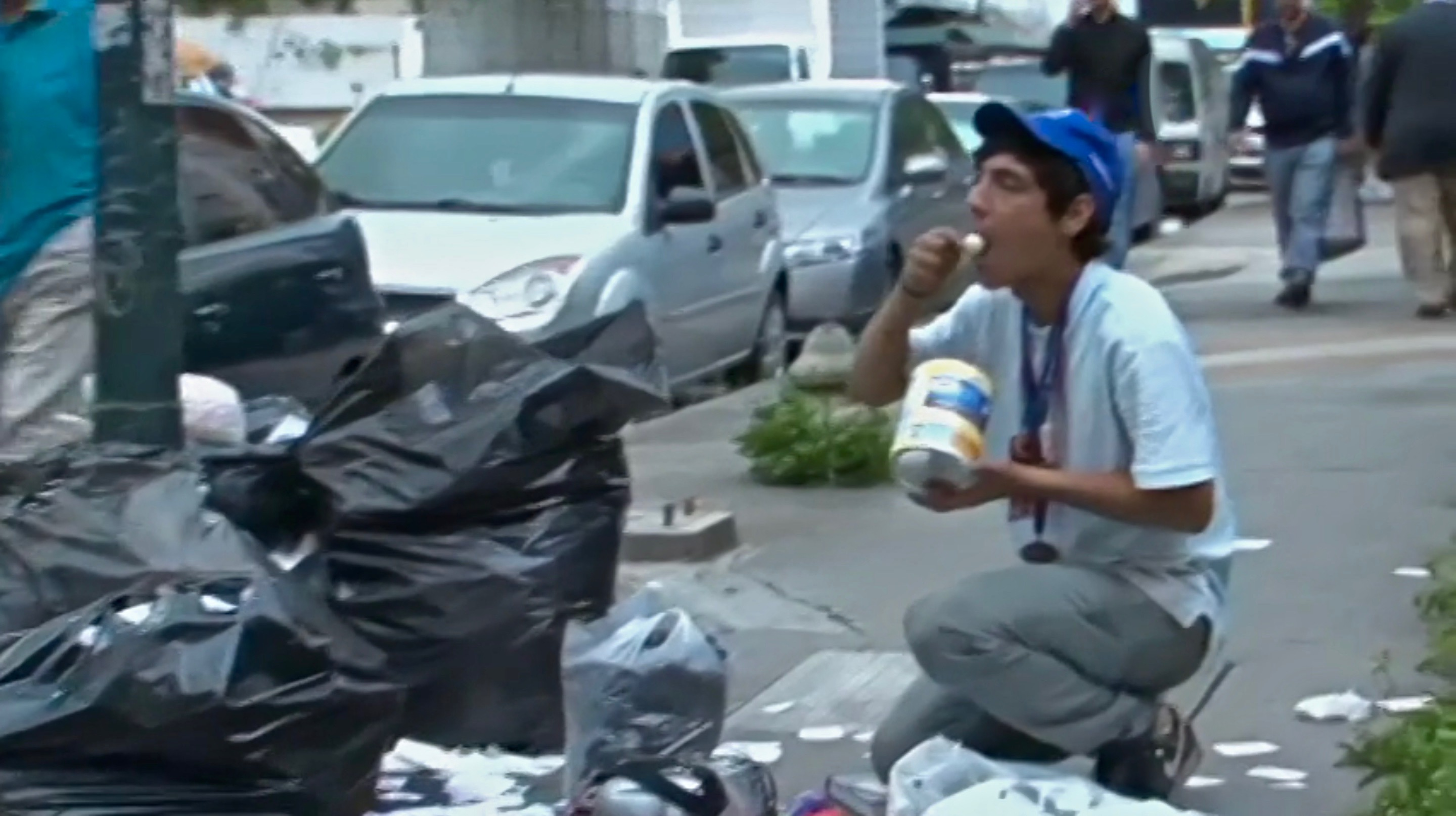
Venezolano comiendo de la basura.

En marzo de 2016, la Comisión Económica para América Latina y el Caribe publicó un informe según el cual Venezuela era uno de los países con el mayor índice de pobreza de América Latina, con un porcentaje de 48,4% de los hogares en 2014. En 2017, la Encuesta sobre Condiciones de Vida en Venezuela (Encovi) realizada sobre 6.500 familias por tres de las universidades principales de Venezuela, la Universidad Central de Venezuela, la Universidad Simón Bolívar y la Universidad Católica Andrés Bello, reveló que 82 % de los hogares venezolanos vive en pobreza, superando a Haití en términos y convirtiéndose en el país más pobre de América Latina. Según statista , la pobreza extrema desde 2014, paso del 25,2% en ese año a 75,2% en 2018. Desde ese año, el porcentaje experimentó, en líneas generales, un descenso que lo ha situado, en 2023, alrededor del 51%.

### Delincuencia
Enfrentamientos en Petare
En 2020, tienen lugar una serie de enfrentamientos en Petare, sector de Caracas, en el estado Miranda, Venezuela, entre el líder delincuencial Wuileisys Acevedo alias «Wilexis» y tanto otros líderes criminales locales («El Gusano»), como con autoridades policiales y militares de Venezuela, incluyendo al CICPC, FAES, SEBIN, PNB, BAE y la Guardia Nacional Bolivariana (GNB) junto al CONAS.

### Crímenes de lesa humanidad
Desde el inicio de las protestas que viven en Venezuela desde el año 2014 contra el gobierno de Nicolás Maduro, se han presentando casos de asesinatos hacia sus opositores. En las protestas de 2017 se presentó uso excesivo de la fuerza por parte de las fuerzas oficiales y hechos violentos por grupos irregulares, dejando más de 100 muertos y más de 15 000 heridos. El Alto Comisionado de las Naciones Unidas para los Derechos Humanos (ACNUDH) denunció el «uso generalizado y sistemático de fuerza excesiva» durante las protestas y responsabilizó al gobierno venezolano de la muerte de al menos 73 manifestantes.
El 14 de septiembre de 2017 la abogada Tamara Sujú denunció ante la Organización de Estados Americanos (OEA) 289 casos de tortura, incluyendo incidentes durante las protestas en Venezuela de 2017 y 192 casos de torturas sexuales, durante la primera audiencia de la organización para analizar crímenes de lesa humanidad en el país.
En febrero de 2018, la Corte Penal Internacional (CPI) anunció que abriría una investigación preliminar de los presuntos crímenes de lesa humanidad cometidos por autoridades venezolanas. El 29 de mayo un panel de expertos independientes designado por la Organización de Estados Americanos publicó un reporte de 400 páginas en el que concluyen que existen fundamentos de crímenes de lesa humanidad.
El 26 de septiembre de 2018 el gobierno de Nicolás Maduro es denunciado por los gobiernos de Argentina, Canadá, Chile, Colombia, Paraguay y Perú ante la CPI por violaciones de DDHH. Posteriormente Francia, Costa Rica y Alemania emiten su apoyo a la acción, hecho que fue rechazado enérgicamente por el gobierno de Venezuela.
El 16 de septiembre de 2020 la ONU a través de un informe de cuatrocientos cuarenta y tres folios y más de 250 entrevistas a las víctimas, acusa a Nicolás Maduro, a los ministros de Interior, Néstor Reverol, y Defensa, Vladimir Padrino López, a los jefes de los servicios de inteligencia, junto a otros 45 funcionarios del régimen venezolano, de crímenes de lesa humanidad

### Resolución del Consejo de Derechos Humanos de la ONU
El 27 de septiembre de 2018 el Consejo de Derechos Humanos de las Naciones Unidas aprobó una resolución con 23 votos a favor de 47 países miembros en el que se exhorta al gobierno de Venezuela a aceptar asistencia humanitaria "a fin de hacer frente a la escasez de alimentos, medicamentos y suministros médicos, el aumento de la malnutrición, especialmente entre los niños, y el brote de enfermedades que habían quedado erradicadas o bajo control en América del Sur".

### Deportes
La crisis en Venezuela afectó también al deporte, ya que la Serie del Caribe 2019 que inicialmente se iba a realizar en Venezuela, fue cambiada a Panamá.